# Бендеры
Бенде́ры (рум. Bender; молд. Бендер; укр. Бендери; от перс. гавань, пристань) — город в непризнанной Приднестровской Молдавской Республике в пределах официальных границ Республики Молдова, главный порт на реке Днестр, крупнейший железнодорожный узел Приднестровской железной дороги. Исторический город СССР (1986), город воинской славы (2012).
Центр города в основном составляют здания конца XIX — начала XX века, на окраинах расположены 5-, 9-этажные и самые высокие — 14—16-этажные жилые комплексы, построенные в 60x-80x годах XX века. В городе много исторических и архитектурных памятников.

## Этимология
В грамотах молдавских господарей середины XV века попеременно упоминались названия Тягянякяча, Тигина. В различных исторических документах присутствуют такие вариации, как Тунгаты, Тунгаль, Тягянякяч, Тягянякячоу, Тягин, Тигинов, Тигичул. Это разные варианты одного и того же имени, по-разному произносимого различными народами в различные исторические периоды.
Есть несколько версий происхождения названия «Тигина» и производных от него. Первая, татарская, заключается в том, что название происходит либо от татарского слова, означающего «князь», либо от конкретного татарского имени Тигин, упоминавшегося, например, у Карамзина. Один из татарских князей, бежав от литовской или польской экспансии в эти места, и мог дать название городу.
Вторая, славянская, версия основывается на том, что около города с давних времён существовала удобная переправа через Днестр. В X веке эти места населяло одно из славянских племён — тиверцы, употреблявшие слова «тянуть», «тягнуть», «толкать», «тункать» для обозначения переправы, откуда и пошло название города.
Перевод с татарского «Тягянкяч» значит — бесплатно проходи. Вплоть до середины XX века недалеко от крепости был брод, которым пользовались татары, населявшие эти земли до начала XIX века.
По поводу современного названия города, «Бендеры», некоторое время бытовала легенда, что оно переводится «Я хочу» и происходит от фразы, которую произнёс турецкий султан Сулейман Великолепный, страстно желавший захватить город.
Существовала версия, что «Бендеры» следует переводить как «крепость на переправе». Сейчас господствующая версия, что слово произошло из персидского, где означает «гавань», «порт» или «портовый город» (перс. بندر‎). В Иране есть немало населённых пунктов, в состав которых входит слово «бендер». Среди них Бендер-Аббас и Бендер-Энзели. Всё это портовые города.
Название «Бендеры» было официально утверждено в 1541 году. Незадолго до Октябрьской революции городская дума приняла решение о смене названия на Тигину из-за турецкого происхождения имени Бендеры, однако власти Бессарабской губернии не утвердили это решение.
После присоединения Бессарабии Румынией в 1919 году, Бендеры были переименованы в Тигину. Однако местные жители по-прежнему продолжали употреблять старое название. В 1940 году Бессарабия была присоединена к СССР и городу было возвращено прежнее имя, сохраняющееся до сих пор (за исключением периода оккупации 1941—1944 годов).
После прихода к власти в Молдове в конце 1980-х годов националистов вновь стала подниматься идея о переименовании города в Тигину, и это название стало активно внедряться. Однако на проведённом в 1990 году референдуме жители города подавляющим большинством отказались от предложенного новым руководством Молдовы имени. В молдавских официальных документах употребляется название Bender, а в неофициальных, зачастую, Tighina.

## География и климат
Бендеры расположены в восточной части Молдовы и на юго-западе ПМР, на правом берегу реки Днестр. Восточная и северо-восточная окраины Бендер («Борисовские» и «Солнечные» высоты) достигают 120—160 м над уровнем моря. К югу от центральной части города примерно с запада на восток проходит естественная балка, по которой протекает ручей, впадающий в Днестр. В северной части Бендер есть залежи пильного известняка, песка, гравия и гальки.
Почвы в районе Бендер — чернозёмы, пойменные луговые слоистые и лугово-чернозёмные. В городе растёт ива, клён, ольха, тополь. Из животного мира встречаются заяц-русак, утки, серая куропатка. В прилегающем Гербовецком лесу в 1970-х гг. был расселен фазан — в целях уничтожения цикад (вредителей дубового леса). На южной окраине города ещё в 60-х годах можно было наблюдать стайки ярких пятнистых оленей — облюбовавших местообитанием огромные колхозные сады вдоль Днестра. Олени, видимо, мигрировали из Меринештского леса.
В Днестре водится бычок, жерех, карась, лещ, судак, тарань, толстолобик, сом, голавль. До 1970-х гг. в черте города в обилии ловились чехонь, стерлядь и осётр, впоследствии исчезнувшие из-за сильного загрязнения реки сбросом сельскохозяйственных ядохимикатов и удобрений, а также промышленных стоков.

### Климат
Бендеры расположены в зоне умеренно континентального климата. Зима холодная, ветреная и малоснежная, с частыми оттепелями. В течение года температура обычно колеблется от -4 °C. до 38 °C. Лето продолжительное и жаркое. Весна тёплая и малооблачная. Средняя температура января — −3,9 °C, средняя температура июля — +32 °C. Преобладающие ветры — северо-западные, юго-восточные и северные. Город находится в зоне недостаточного увлажнения. Среднегодовое количество осадков составляет 400—450 мм. Большинство дождей носит ливневый характер повышенной интенсивности и сопровождается грозами. Теплый сезон длится 3,6 месяца, с 24 мая по 10 сентября, с максимальной среднесуточной температурой выше 23 °C.  Лучшее время года для посещения Бендеры с целью отдыха при жаркой погоде — с начала июля до середины августа.
| Показатель                    | Янв. | Фев. | Март | Апр. | Май  | Июнь | Июль | Авг. | Сен. | Окт. | Нояб. | Дек. | Год  |
| ----------------------------- | ---- | ---- | ---- | ---- | ---- | ---- | ---- | ---- | ---- | ---- | ----- | ---- | ---- |
| Средний суточный максимум, °C | 0,5  | 1,6  | 6,3  | 14,7 | 20,9 | 24,6 | 26,5 | 26,2 | 21,8 | 15,2 | 8,0   | 3,3  | 14,1 |
| Средняя температура, °C       | −2,4 | −1,3 | 2,9  | 10,2 | 16,1 | 19,8 | 21,6 | 21,0 | 16,7 | 10,8 | 4,8   | 0,5  | 10,1 |
| Средний суточный минимум, °C  | −5,3 | −4,1 | −0,4 | 5,8  | 11,4 | 15,1 | 16,7 | 15,9 | 11,7 | 6,4  | 1,7   | −2,2 | 6,1  |
| Норма осадков, мм             | 35   | 36   | 30   | 36   | 48   | 68   | 65   | 42   | 43   | 26   | 37    | 37   | 503  |
| Источник: climate-data.org    |      |      |      |      |      |      |      |      |      |      |       |      |      |

### Сейсмоопасность
Бендеры находятся в сейсмически активной зоне, здесь часто случаются землетрясения. Город расположен между тремя сейсмоопасными зонами: Карпатами с одной стороны, Грецией с другой и Турцией с третьей. В городе раз в несколько десятков лет происходят землетрясения.
Самым сильным землетрясением в XX веке стало произошедшее 10 ноября 1940 года — силой до 8 баллов по шкале Рихтера. Вторым по силе было землетрясение 4 марта 1977 года — 7 баллов. Третьим — произошедшее 30 августа 1986 года — от 6 до 7 баллов.

## История города
Первые поселения на месте Бендер возникли примерно во II веке до н. э. В III—IV веках здесь проживали племена Черняховской культуры — фракийцы, позднее скифы, бастарны и другие. С конца V — начала VI веков на территории Днестровско-Прутского междуречья расселяются славянские племена. В последующие века эти земли стали проходным коридором для кочевых племён половцев, печенегов, торков. С середины XIII века по 1345 год регион находился под господством монголо-татар, вынужденных покинуть Днестровско-Прутское междуречье под давлением Венгерского королевства, достигшей в то время пика своего могущества. В 1359 году местное население поднимает восстание против венгерского господства и создаёт Молдавское княжество во главе с господарём Богданом I из Марамуреша.

### В составе Молдавского княжества

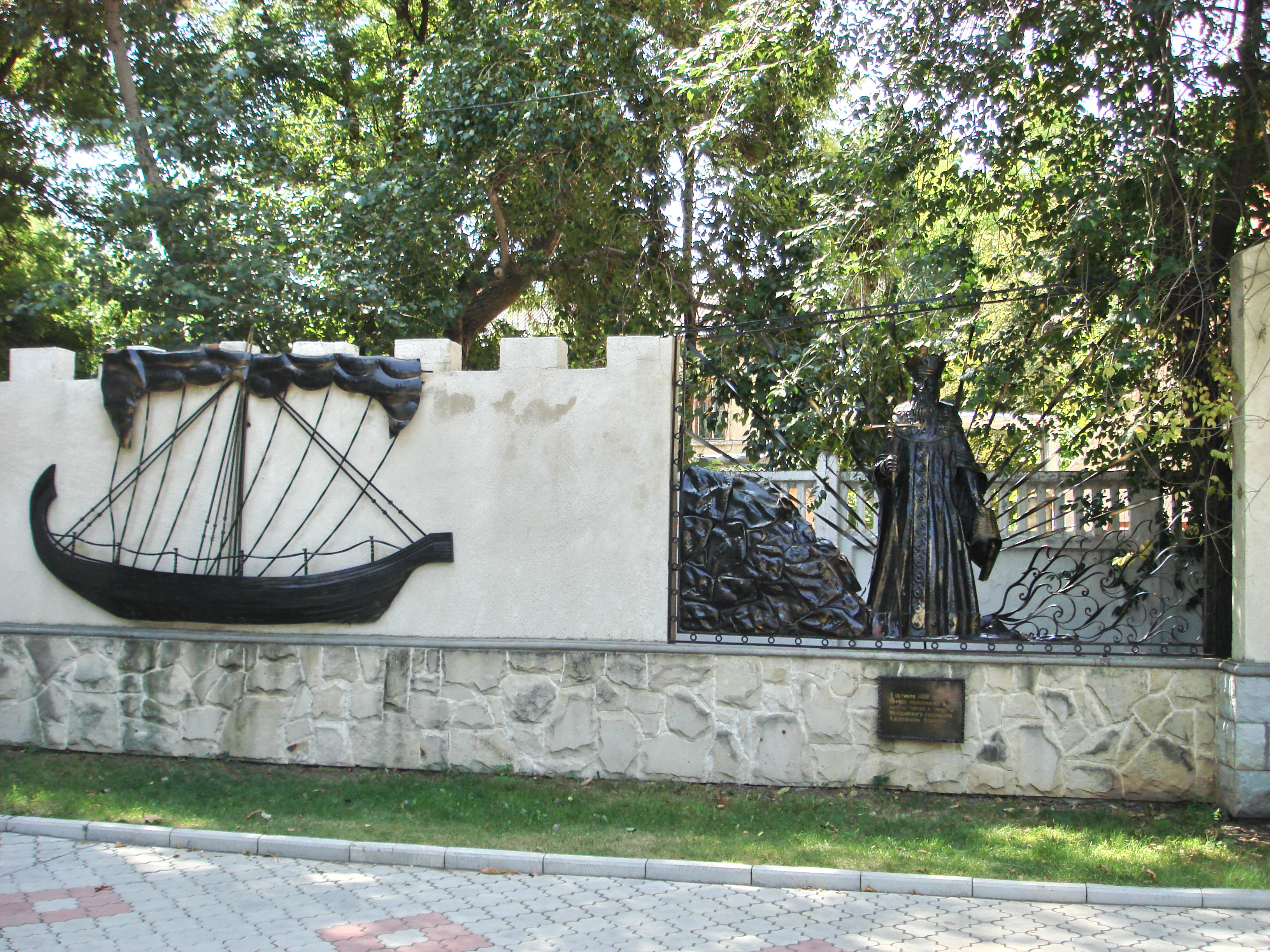
Первое упоминание о Бендерах в 1408 году

В начале XV века Молдавское княжество охватывало территорию от Карпат до Чёрного моря с восточной границей по реке Днестр. Первое упоминание о Бендерах присутствует в грамоте молдавского господаря Александра Доброго от 8 октября 1408 года, выданной львовским купцам. Эта грамота давала право на торговлю в городах, расположенных на Днестре, а Бендеры упоминались в ней под названием Тягянакача. В грамоте, написанной на славянском языке, перечисляются таможенные пункты Молдавского государства, где торговцы должны были платить установленную пошлину, в том числе и Тягянакача: «А кто не едет на Белый город толко иметь дати на Тягянакачю, коло у Белом-город, опроче перевозовъ, а на сторожу отъ каждого воза по двенадесяте грошь…» В грамоте от 24 февраля 1452 года город упоминается как Тигина, в 1456 году — как Тягянякяч, а с 1460 до 1538 года город снова назывался Тигина.
Стефан III Великий поставил стражу вдоль тракта львовских купцов, проходившего и через Тигину. В городе оживилась торговля, развивались ремёсла. В некоторых более поздних нелетописных источниках Стефану приписывается даже строительство крепости в Тигине, однако при этом не приводятся какие-либо ссылки на свидетельства, нет данных о времени и условиях её возведения или характеристиках. В большинстве же документов, связанных с правлением Стефана III Великого, Тигина не упоминается, так что строительство Стефаном крепости в Бендерах вероятнее всего является вымыслом.

### В составе Османской империи
В августе 1538 года турецкий султан Сулейман Великолепный во главе многочисленного войска напал на Молдавское княжество. После ожесточённых сражений и в результате измены бояр турки заняли всю территорию страны. Господарём был назначен Стефан Лакуста, который дал согласие на аннексию Тигина турками. Город и прилежащие 18 сёл были превращены в турецкую райю под названием Бендеры. Об этом извещает польско-молдавская хроника, хранящаяся в Национальной библиотеке Варшавы. В ней говорится, что «турецкий царь, побыв немного в Сучаве, пошёл обратно в Турцию, в земле приказал ничего не портить, однако до того взял в своё владение один замок молдавский Тигину». На месте таможни по плану знаменитого турецкого архитектора Коджи Синана была построена Бендерская крепость.
Крепость была сооружена по образцу западноевропейских крепостей бастионного типа. Она была обнесена высоким земляным валом и глубоким рвом, который никогда не заполнялся водой. Крепость делилась на верхнюю, нижнюю части и цитадель. Общая площадь — около 20 га. С юго-западной стороны крепости располагался посад. Выгодное стратегическое положение на возвышенном берегу Днестра недалеко от его впадения в Чёрное море сделало город одним из опорных пунктов турок в русско-турецких войнах. Бендерскую крепость называли «крепким замком на османских землях».

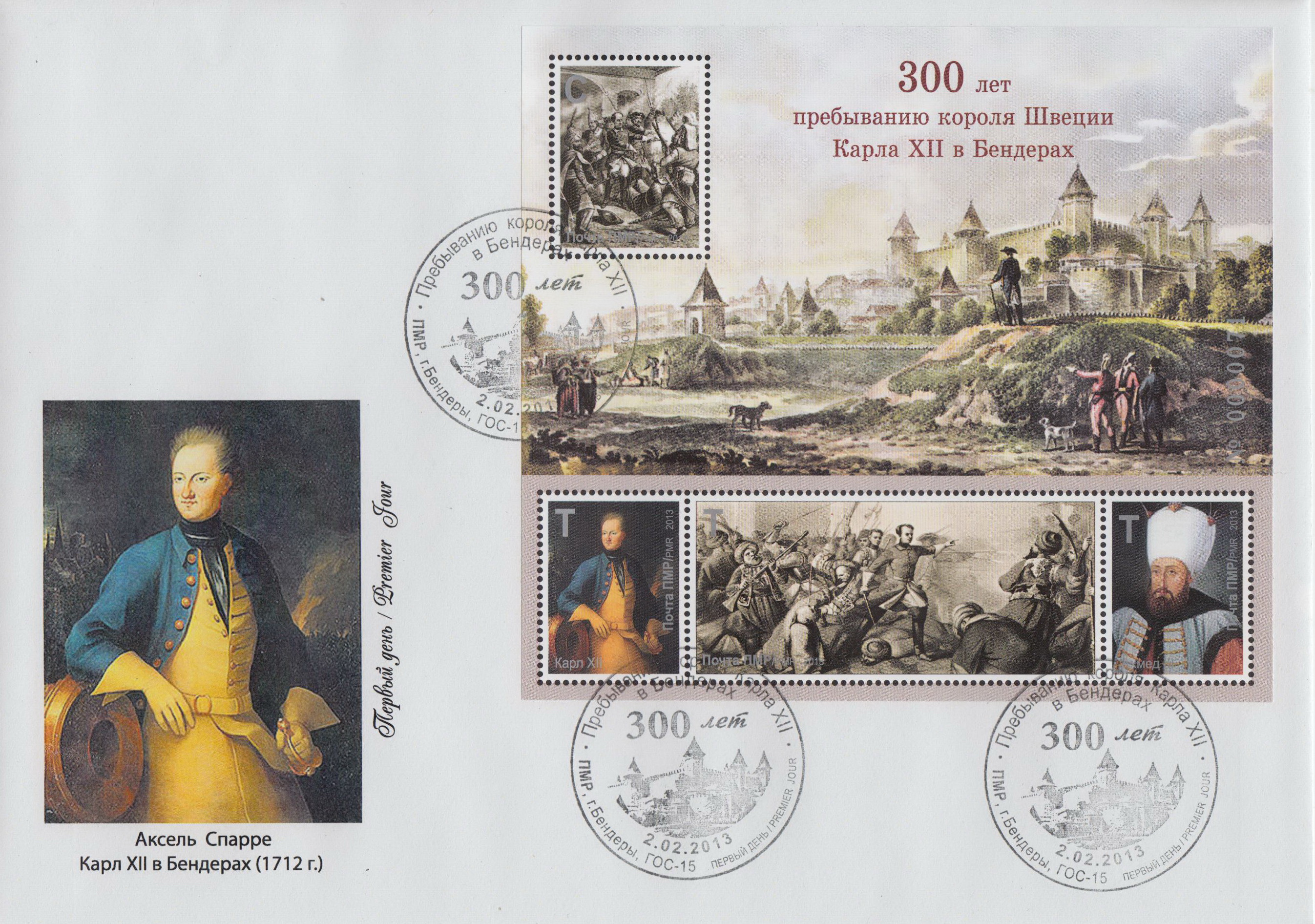
Конверт первого дня, посвящённый 300-летию пребывания короля Швеции Карла XII в Бендерах

В 1709 году в Бендерах умер гетман Иван Мазепа, бежавший сюда вместе со шведским королём Карлом XII после поражения в Полтавской битве. В 1713 году в Бендерах произошла битва между войсками шведского короля Карла XII и турками, которые сначала предоставили ему и гетману Мазепе убежище, а потом попытались взять в заложники.
Во время Русско-турецкой войны 1768—1774 годов, в июле — сентябре 1770 года 33-тысячная вторая русская армия под командованием графа Петра Ивановича Панина осаждала Бендерскую крепость, которую защищал 18-тысячный турецкий гарнизон. Во взятии принимали участие Михаил Илларионович Кутузов, Пётр Александрович Румянцев-Задунайский, Емельян Иванович Пугачёв, Пётр Алексеевич Пален. Крепость была взята с большими потерями с обеих сторон.
Второе взятие произошло во время Русско-турецкой войны 1787—1792 годов в ночь с 3 на 4 ноября 1789 года. Эту победу во многом предопределили умелые действия командующего конницей Кутузова, разбившего на подступах к Бендерам трёхтысячное войско Буджакских татар, деморализовав этим оборонявшихся. В соответствии с обещаниями Потёмкина, всё мусульманское население города было отпущено с возможностью продажи домов, имущества и скота. В соответствии с Ясским мирным договором от 1791 года к России отошли земли к востоку от Днестра. Правобережная территория Молдавского княжества вместе с Бендерами вновь перешла во владение Турции.
Бендеры окончательно отошли к Российской империи только в ноябре 1806 года в ходе русско-турецкой войны 1806—1812 годов. 24 ноября 1806 года корпус генерала Мейендорфа подошёл к Бендерам. Здесь, с помощью подкупа, заставили турок впустить их в крепость. Только после этого султан объявил войну России. Мейендорф тогда официально заявил, что турецкий гарнизон с того момента считается пленённым. Военные действия начали вестись на Дунае, Бендеры же стали тыловой базой.

### В составе Российской империи

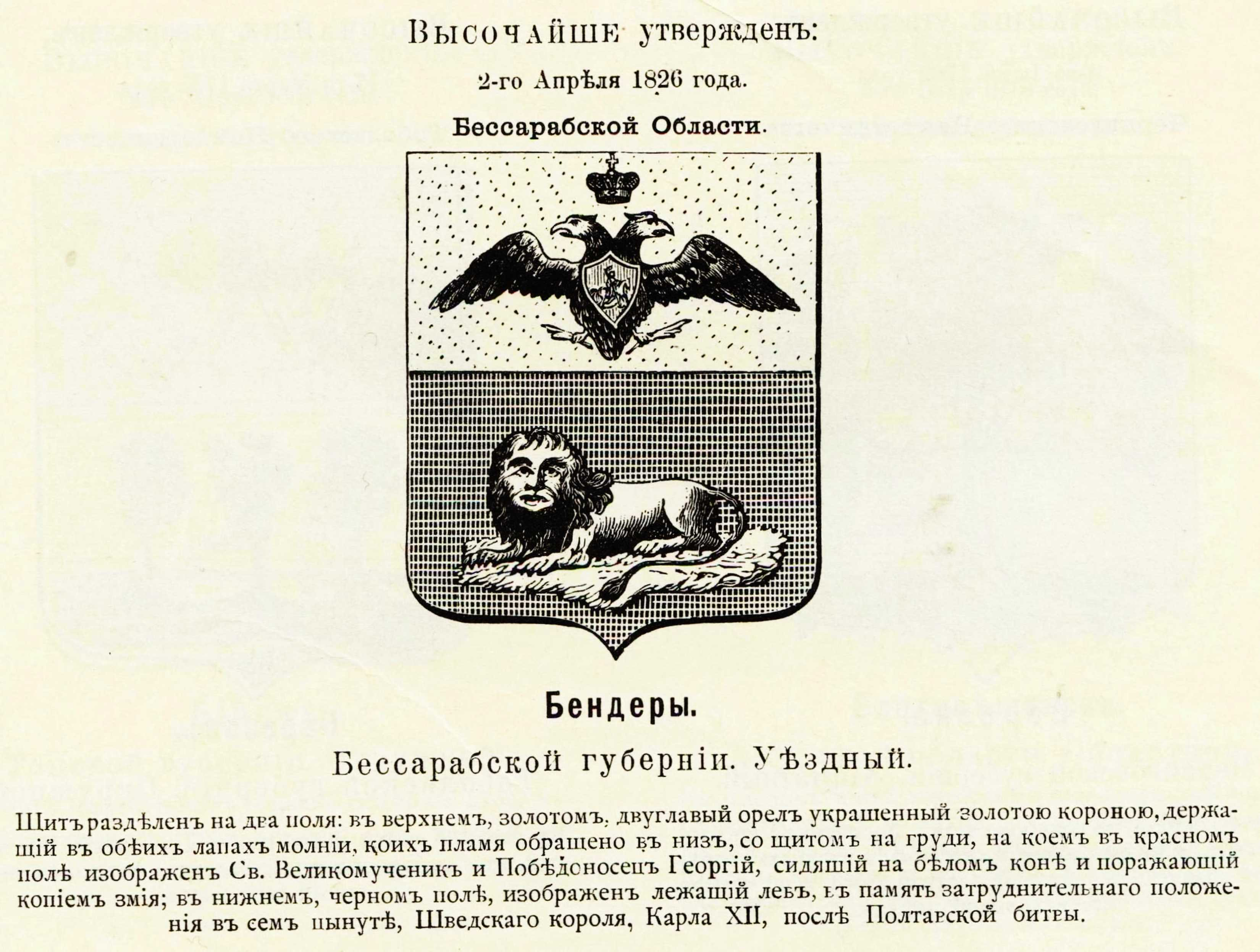
Герб Бендер с официальным описанием, 1826 год

16 мая 1812 года был подписан Бухарестский мирный договор, в соответствии с которым территория между Прутом и Днестром отошла к Российской империи, в составе которой образовывала Бессарабскую область. Бендеры, указом от 29 апреля 1818 года были объявлены уездным городом, которым Бендеры оставались вплоть до упразднения уездов Молдавии в 1949 году. Город застраивался по определённому плану: на расстоянии 500 метров южнее крепости были заложены 8 широких улиц параллельно Днестру и 8 перпендикулярно. Заселение города происходило вначале за счёт гарнизона, военных чиновников и писарей, а впоследствии за счёт старообрядцев и беглых крепостных. В 1818 году в Бендерах проживало около 5100 человек. Город оброс сёлами переселенцев из различных частей Российской империи.
На месте развалин турецких казарм 22 августа 1815 года началось строительство Преображенского собора, который задумывался как символ освобождения края от турецкого ига. Главный купол собора исполнен в виде шлема древнерусского воина. 29 сентября 1827 года собор был освящён, но работы ещё продолжались и расписан он был только в 1934 году известным молдавским живописцем и скульптором Александром Плэмэдялэ.
Бендеры неоднократно посещал А. С. Пушкин во время южной ссылки в начале XIX века. Он внимательно осматривал Бендерскую крепость, беседовал со старцем Искрой (якобы 135-летним участником Полтавской битвы), вместе с ним у села Варница под Бендерами искал могилу Мазепы. Здесь же Пушкин встречался с поэтом-декабристом Владимиром Федосеевичем Раевским и своим лицейским другом Константином Карловичем Данзасом.

Проект герба Бендер 1872 года

2 апреля 1826 года был утверждён герб города: «Щит разделён на два поля; в верхнем, золотом, двуглавый орёл, украшенный золотою короною, держащий в обеих лапах молнии, коих пламя обращено в низ, со щитом на груди, на коем в красном поле изображён Св. Великомученик и Победоносец Георгий, сидящий на белом коне и поражающий копием змия; в нижнем, чёрном поле, изображён лежащий лев, в память затруднительнаго положения в сём цынуте, шведского короля Карла XII, после Полтавской битвы». Этот же герб является официальным гербом города на сегодняшний день.
В 1872 году был составлен новый проект герба Бендер: «В лазоревом щите золотой с червлёными глазами и языком стоящий на задних лапах лев, на все положена зубчатая с обеих сторон серебряная перевязь вправо, которая обременена 3 чёрными полумесяцами. В вольной части щита герб Бессарабской губернии. Щит увенчан серебряной стенчатой короной и окружён золотыми колосьями, соединёнными Александровской лентой». Проект не был утверждён.
В 1871 году началось строительство участка железной дороги Тирасполь — Кишинёв и моста через Днестр. На строительстве этой дороги было занято около полутора тысяч рабочих, из них 400 в районе Бендер. Условия труда были крайне тяжёлыми, и поэтому доведённые до отчаяния рабочие бендерского участка организовали экономическую, а затем и политическую стачку. Новороссийский и Бессарабский генерал-губернатор в своём донесении на имя прокурора Одесской судебной палаты писал, что стачка рабочих в Бендерах — «явление совершенно новое, до сего времени не проявлявшееся в сердце нашего рабочего движения».

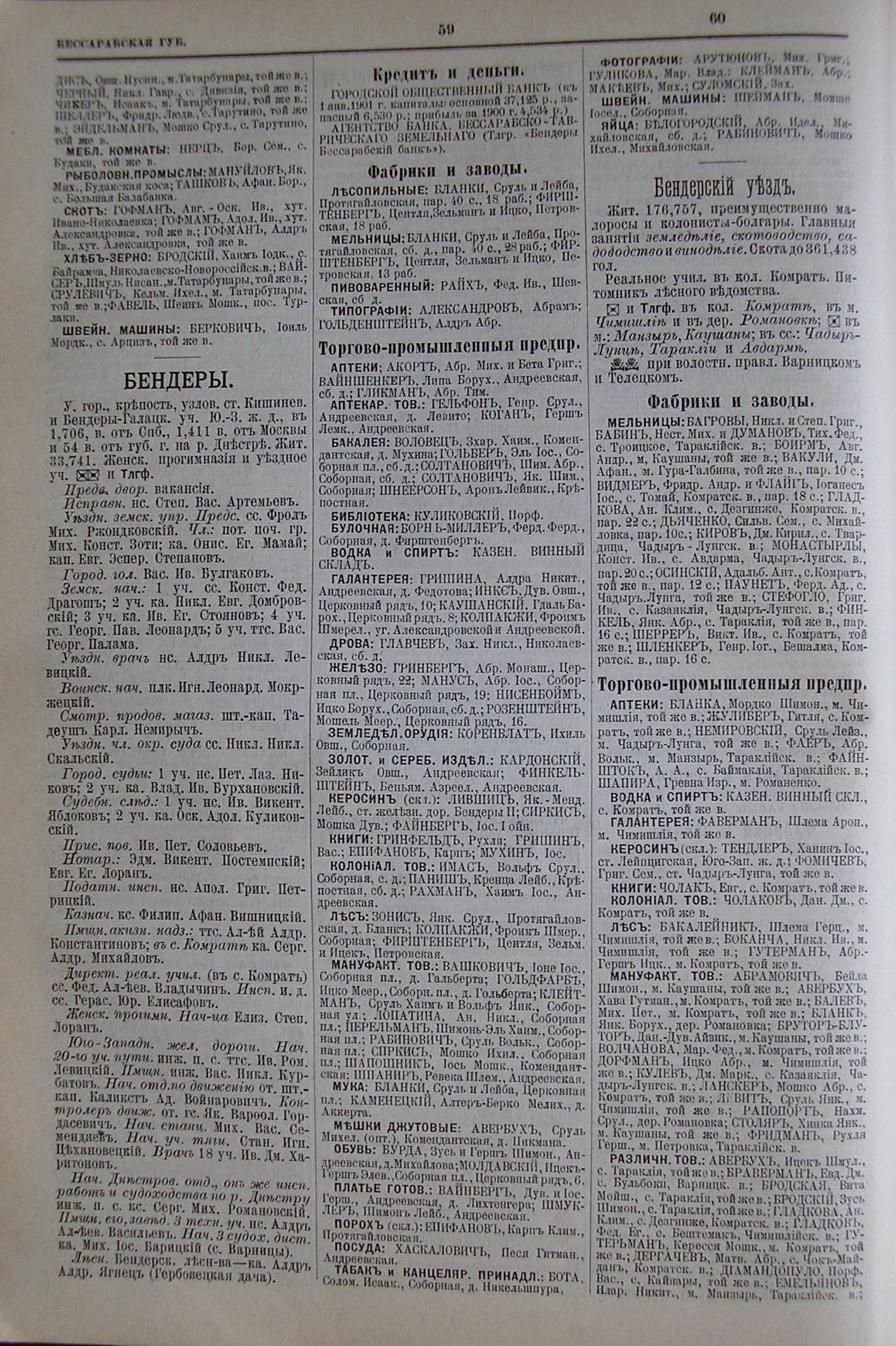
Стр. 58—60 адрес-календаря «Вся Россия», 1902

В 1877 году личным составом железнодорожных войск вооружённых сил России была построена железная дорога Бендеры — Галац, на строительстве которой работал инженером писатель Н. Г. Гарин-Михайловский.
В 1912 году жители Бендер отмечали столетие победы в Отечественной войне 1812 года и присоединения Бессарабии к России. К этой дате было приурочено открытие памятника Русской славы (55-му пехотному Подольскому полку).
В 1914 году при содействии председателя уездного комитета по виноградарству и виноделию барона А. Стуарта в городе был открыт музей.

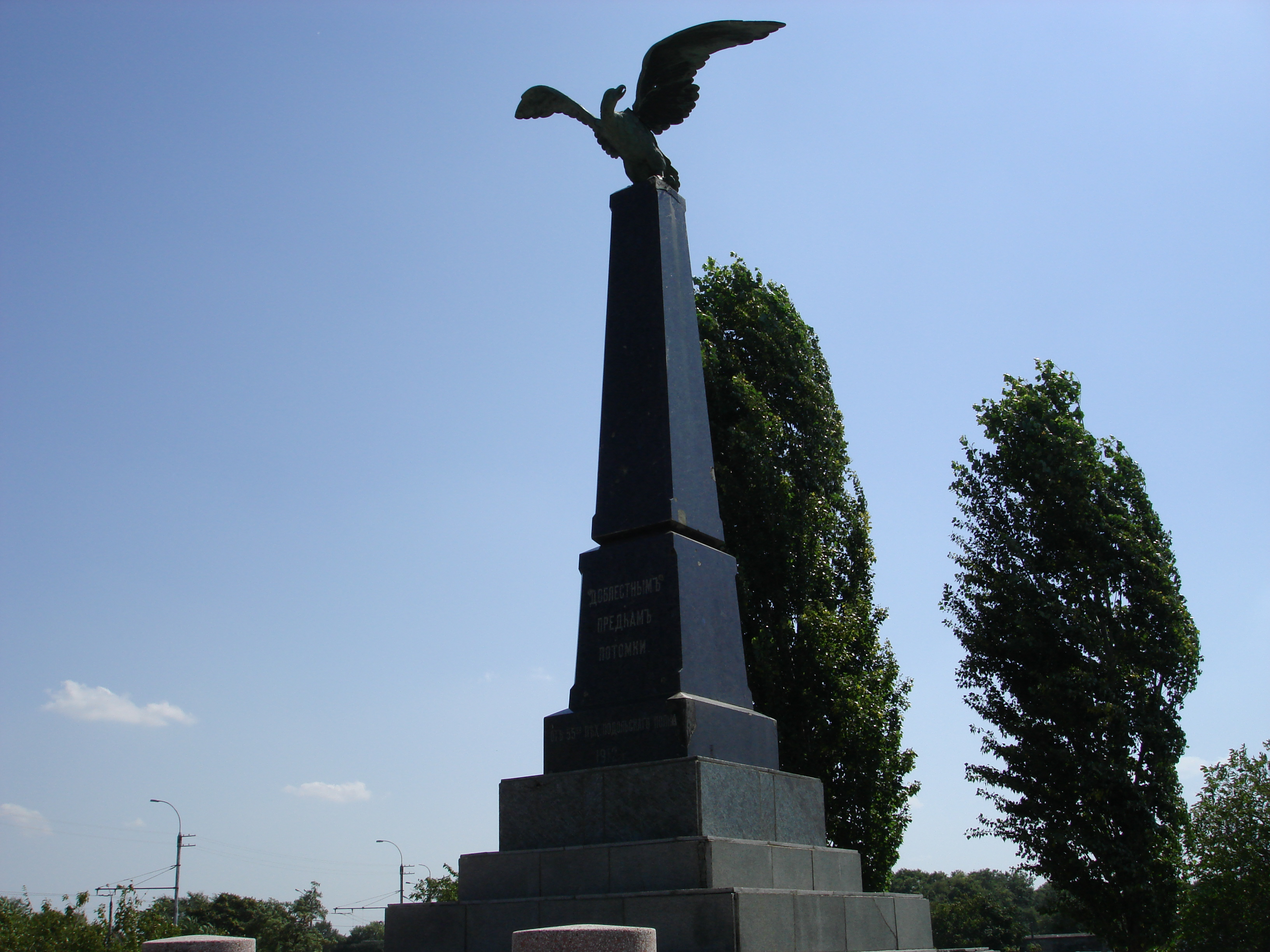
Памятник Русской славы в честь столетия вхождения Бессарабии в состав России.

### В составе Румынии
Советская власть была установлена в Бендерах в начале января 1918 года, но просуществовала она недолго, и в конце 1917 — начале 1918 годов начинается военная интервенция со стороны Румынии. В течение двух недель длилась оборона Бендер, но, несмотря на упорное сопротивление, 7 февраля 1918 года город был взят. Возле забора паровозного депо, впоследствии получившего название «Чёрный забор», было расстреляно более 500 участников обороны города. Прошла волна арестов и обысков. Большевики во главе с Г. И. Борисовым (Старым) ушли в подполье. О жестоком режиме, который был установлен оккупантами, французский писатель Анри Барбюс писал: «В Бессарабии знают, что стоит только поднять голову, как она слетит с плеч».
Во время нахождения в составе Румынии город назывался Тигина (Tighina). На протяжении двадцати двух лет Бессарабия входила в состав Румынии. В течение этого времени в регионе произошло несколько восстаний. 27 мая 1919 года началось Бендерское вооружённое восстание. На сторону восставших перешла часть солдат 4-го и 37-го французских полков. К восставшим примкнули многие солдаты, дезертировавшие из румынской армии. После некоторого сопротивления выбросил белый флаг капитуляции и весь гарнизон румынских солдат, расположенных в Бендерской крепости. Но через некоторое время к Бендерам были подтянуты свежие силы румынских войск, которые после артиллерийской подготовки повели наступление на город. Восставшие продержались всего один день. Несмотря на поражение, Бендерское вооружённое восстание оказало огромное влияние на развитие коммунистического движения в Бессарабии, направленного на восстановление Советской власти и объединение с СССР. Росла деятельность большевистских подпольных групп, широко опиравшихся в своей работе на подпольные комсомольские организации, а впоследствии и на легальный рабоче-крестьянский блок, профсоюзные организации и комитеты МОПР.
После неудавшегося восстания многие педагоги средних и начальных школ города отказались принять присягу на верность Румынии, за что были уволены с работы. В знак протеста многие родители перестали пускать детей в школы, а учащиеся старших классов сами побросали учёбу. Педагоги были заменены выходцами из-за Прута. Неравенство в оплате труда румынских и бессарабских педагогов сохранялось вплоть до присоединения Бессарабии к СССР. Закон о государственном начальном образовании 1934 года закрепил привилегии румынских преподавателей. В 1930-е годы усилился курс на румынизацию. Перестали выходить газеты на русском языке, за разговоры на русском в общественных местах полагались штрафы. Бендерские железнодорожные мастерские были вывезены в Румынию, город потерял своё промышленное значение. Преобладало мелкотоварное производство, в основном сезонного характера. Торговля в основном велась еврейскими коммерсантами. Повысилась безработица, рабочий день зачастую достигал 13 часов.
Румынская газета «Вяца Басарабией» в марте 1936 года в статье «Тигина — столица несчастных» писала: «В городе как на кладбище. Всюду печать медленного, но верного разрушения».
Граница и таможня между СССР и Румынией были установлены по реке Днестр. Таможня очень строго охранялась. За приближение к границе в неположенном месте нарушителям грозил расстрел.
Одним из уроженцев Бендер в это время был будущий президент Румынии Э. Константинеску.

### В составе Молдавской ССР
28 июня 1940 года Бессарабия была присоединена к СССР, и город Бендеры стал частью МССР, образованной 2 августа из части территории Бессарабии и нескольких районов МАССР.
11 ноября 1940 года Указом Президиума Верховного Совета МССР город Бендеры отнесён к городам республиканского подчинения. Тогда же, помимо функций центра Бендерского уезда, город получает функции административного центра Бендерского района.
Но 22 июня 1941 года началась Великая Отечественная война. С приближением фронта началась эвакуация. 23 июля 1941 года Красная Армия оставила Бендеры. Сразу же после начала оккупации в городе было создано гетто. Тогда же 58 евреев были расстреляны во рву Бендерской крепости, многие евреи были убиты в предместье Бендер. 31 августа 1941 года Германия и Румыния подписали в Бендерах соглашение о депортации евреев в концентрационные лагеря в Транснистрии. В течение трёх лет длилась немецко-румынская оккупация города. Бендеры были освобождены 23 августа 1944 года в ходе Ясско-Кишинёвской операции сводным отрядом 68-го стрелкового корпуса 57-й армии под командованием подполковника Е. И. Ермакова. Остатки немецкого гарнизона, засевшего в крепости, капитулировали. Более тысячи советских солдат погибли в боях за город. Они похоронены в братских могилах на Площади Героев. Это открытый пантеон, увенчанный монументом в виде трёхгранного штыка русской винтовки. У подножия — Вечный огонь.
За время войны город был разрушен почти до основания. В Бендерах не уцелело ни одно промышленное предприятие, действовавшее до войны. Были разрушены и разграблены консервный, спиртоводочный пивоваренный заводы, мельницы, маслобойки, электростанция и водопровод. Были уничтожены социально-культурные учреждения. Жилой фонд был уничтожен на 80 %. При помощи союзных республик город был отстроен в кратчайшие сроки и стал одним из красивейших городов Молдавии. В 1950-е годы было начато строительство крупнейших предприятий лёгкой, пищевой, электротехнической промышленности, которые сегодня являются основой экономики города. В 1956 году строится железнодорожный вокзал на месте взорванного в годы Великой Отечественной войны.
К 1960-м годам в Бендерах действовали предприятия лёгкой, пищевой, электротехнической, деревообрабатывающей промышленности, что нашло отражение в новом гербе города, утверждённом в 1967 году. Герб, имеющий форму щита, изображает стену древней Бендерской крепости, голубые волны Днестра — свидетельство древнего прошлого, ткацкий челнок и шестерёнка, освещённые молнией, — символы основных отраслей промышленности. В центре герба роза — символ вечного процветания.
30 марта 1962 года Бендерский район был ликвидирован, а сам город Бендеры выделен в самостоятельную административную единицу.
В 1944 году был основан «Бендерский мясокомбинат». В 1959 году вступил в строй завод «Электрофарфор». Предприятие специализировалось на выпуске керамических изоляторов, электроизоляционных, термостойких, предназначенных для комплектации бытовых электроприборов, нагревательных элементов, магнитных воздушных выключателей, контакторов, предохранителей и другой аппаратуры. В 1967 году вступил в строй маслоэкстракционный завод, который выпускает подсолнечное и другие виды растительных масел. В 1975 году построена фабрика текстильной обуви «Флоаре». В 1970-е годы был построен «Бендерский комбинат хлебопродуктов».
Наибольшего расцвета в социально-экономическом развитии город достиг к середине 80-х годов XX века. Крупнейшие предприятия города поставляли свою продукцию более чем в 40 зарубежных стран и во все уголки Советского Союза.

### В составе ПМР

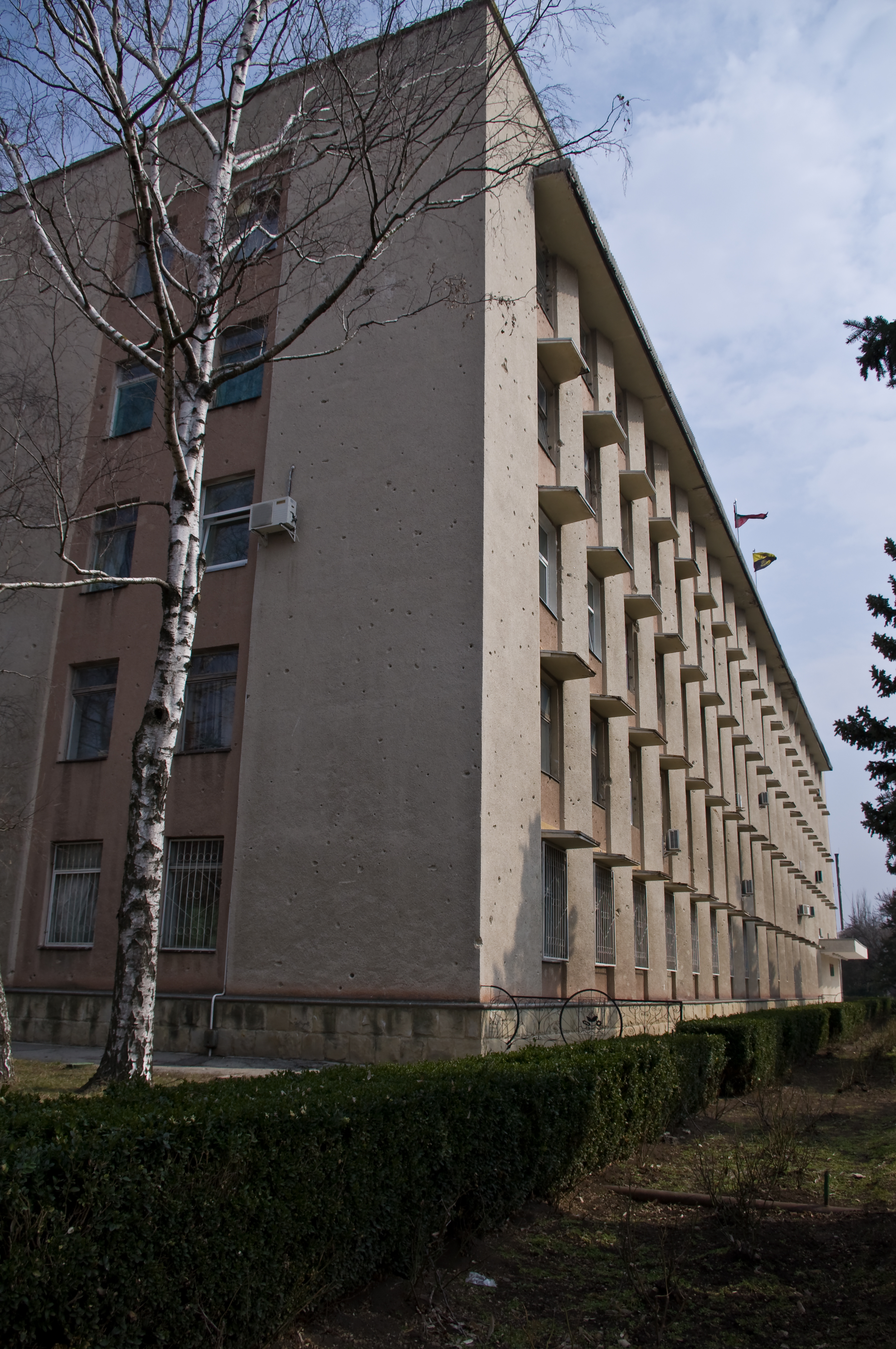
Горисполком Бендер. Следы войны 1992 года.

Политические события начала 1990-х годов, приведшие к распаду СССР, отразились на истории Бендер в мае — августе 1992 года, когда на территории города начались боевые действия в ходе Приднестровского конфликта. Бендеры подверглись сильным разрушениям. Более 80 тысяч жителей стали беженцами, около полутора тысяч было убито и ранено. Городу был причинён невосполнимый ущерб в размере более 10 миллиардов рублей[каких?] в ценах 1992 года. Встречаются и другие цифры. По сообщению председателя бендерского горисполкома Вячеслава Васильевича Когута, с 19 июня по 25 июля 1992 года городу в результате военных действий нанесён ущерб в размере 4,5 миллиардов рублей[каких?], повреждено 140 жилых домов.
Сейчас основная часть разрушений ликвидирована, но следы боёв ещё напоминают о себе. В 1997 году, за мужество и героизм, проявленные бендерчанами по защите завоеваний ПМР, город удостоен высшей награды государства — Ордена Республики.
В 1993 году «под ключ» были сданы 792 квартиры общей площадью 44,8 тыс. м2, был построен детский сад по улице Тимирязева, состоялось открытие троллейбусной линии между Бендерами и Тирасполем. Бывший президент ПМР Игорь Николаевич Смирнов вручил большой группе бендерских ополченцев медали «Защитник Приднестровья».
На здании пожарной охраны была установлена мемориальная доска в честь пожарных В. Пичкуренко и И. Чечельницкого, погибших при исполнении обязанностей во время Приднестровского конфликта. Оператору бендерского телевидения Валерию Воздвиженскому, также погибшему в первые дни Приднестровского конфликта, был посмертно присвоен знак патриотических сил России «За правду и мужество».
Открылась штаб-квартира городского общества «Память», объединившего семьи погибших сторонников ПМР.
В 1994 году в Бендерах отмечалось 50-летие освобождения от немецко-румынских захватчиков, 75-летие Бендерского восстания, 80-летие историко-краеведческого музея. 50-летние юбилеи отмечали швейная фабрика, мясокомбинат, молочный комбинат, обувная фабрика и автокомбинат. В локомотивном депо был открыт мемориал железнодорожников, погибших при обороне Бендер в 1992 году. Вблизи железнодорожного вокзала «Бендеры-2» был открыт вещевой рынок.
В 1995 году прошли выборы в горсовет народных депутатов, в Верховный Совет ПМР и ряд референдумов: о нахождении в Приднестровье российской 14-й армии, о принятии новой конституции и вхождении ПМР в СНГ, а также опрос о целесообразности деятельности в городе правоохранительных органов Республики Молдова. В референдуме о 14-й армии участвовало 62,7 % избирателей, «за» высказалось 93,6 % проголосовавших. В опросе о молдавских правоохранительных органах приняли участие 62,6 % избирателей, из которых «против» молдавской полиции высказалось 82,9 %. Ещё в начале 1995 года в Бендерах, как и во всём Приднестровье, были упразднены городские и районные исполкомы, а взамен учреждены «государственные администрации». Указом Смирнова, главой госадминистрации Бендер был назначен Том Маркович Зенович. В том же году в эксплуатацию были введены 3 жилых дома (216 квартир), роддом на 120 коек, детсад на 190 мест. Был открыт троллейбусный маршрут между микрорайоном «Солнечный» и центром города.
В 1996 году управлению газового хозяйства Бендер исполнилось 40 лет, 30-летний юбилей отметил коллектив «Электрофарфора», 20-летние юбилеи — завод теплоизоляционных материалов и завод «Прибор». Было построено и реконструировано 7 жилых домов (300 квартир). В микрорайоне «Солнечный» открылась детская поликлиника. 50-летний юбилей отметил бендерский народный театр.

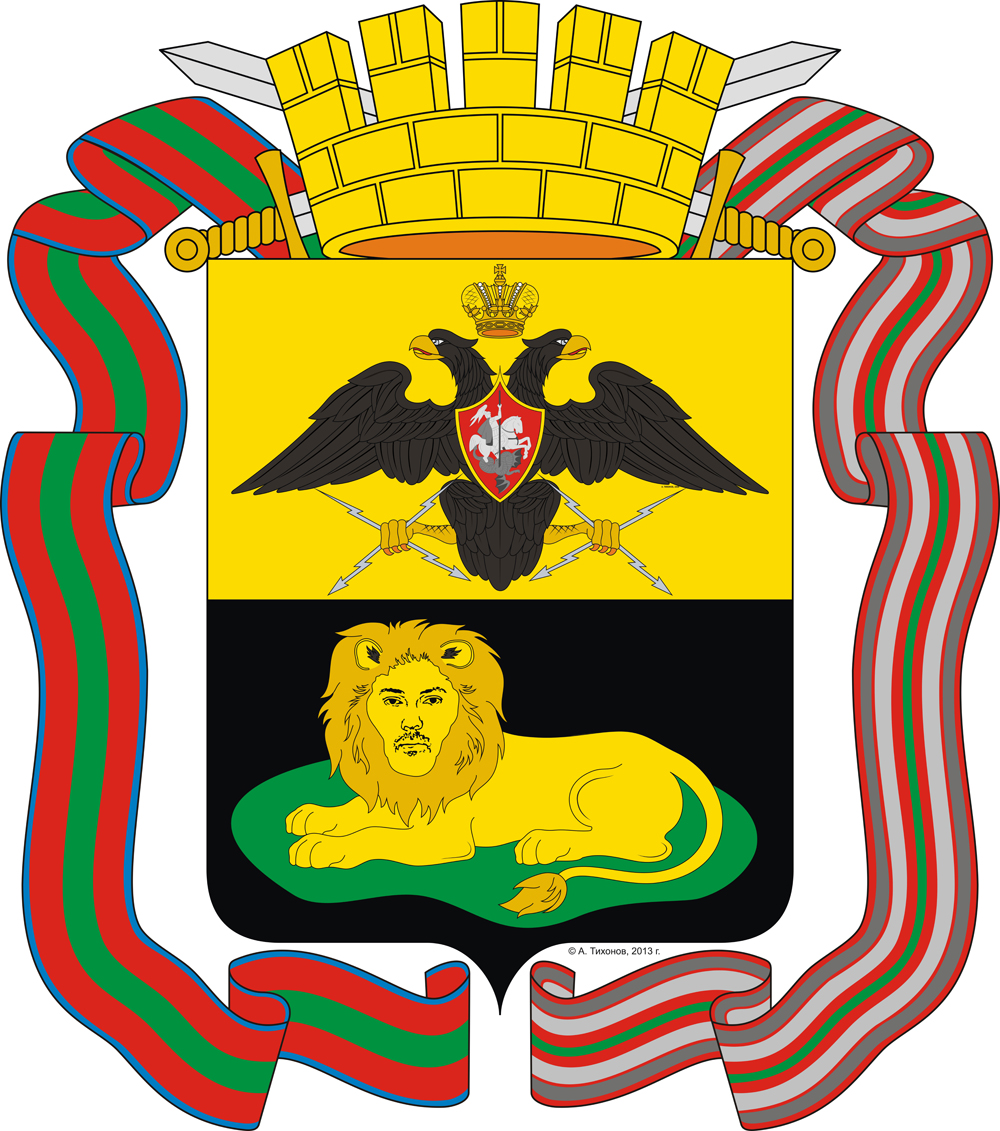
с орденскими лентами и городской короной

В 1997 году открылся музей, посвящённый Приднестровскому конфликту. Он расположен в здании рабочего комитета, где в дни военных действий работал перевязочный пункт.
В 1998 году проходило празднование 590-летия первого упоминания Бендер. Была открыта новая троллейбусная линия, связывающая центр города с южной промышленной зоной. В этом году исполнилось 10 лет экологической службе Бендер и 40 лет заводу «Молдавкабель». В этом году в городе было зарегистрировано более 500 обществ с ограниченной ответственностью, около 390 частных предприятий и 26 акционерных обществ. 8 мая на площади Героев был торжественно открыт памятник «Чёрный тюльпан» в честь бендерчан, погибших в ходе афганской войны. На улице Пушкина на месте разрушенного во время вооружённого конфликта детского сада был сооружён сквер. Бендерская промышленность сильно пострадала от российского дефолта 1998 года, так как экспорт в Россию предприятий города составлял 75—80 %. Объём выпускаемой в городе продукции снизился по сравнению с предыдущим годом почти на 25 %. Летом 1998 года произошло наводнение на Днестре. 27 июня вода поднялась до 11-метровой отметки, полностью была затоплена зона отдыха в Меренештах, было эвакуировано около 600 детей из лагерей «Юность» и «Коммунальник». Наводнение продолжалось до 5 июля.
Совет народных депутатов ПМР в сентябре 2003 года утвердил герб и флаг Бендер. Герб является точной копией герба города времён Российской империи, а флаг представляет собой горизонтальный биколор, повторяющий цвета и рисунок герба.
27 июля 2017 года был открыт памятник Воину-Миротворцу, автором которого стал ректор Бендерского высшего художественного колледжа Сергей Горбаченко.

### Как частьРеспублики Молдова
После обретения независимости Молдовы статус «город республиканского подчинения» с Бендер был снят, хотя город не является административным центром какого-либо района и фактически является административной единицей верхнего уровня. Позже городу Бендеры присвоен статус муниципия.
Согласно конституции Молдовы, город Бендеры вместе с селом Протягайловка является частью Молдовы, а не ПМР, территория которой теперь называется Административно-территориальные единицы левобережья Днестра. Фактически город Бендеры вместе с сёлами Гыска и Протягайловка контролируется властями ПМР. Единственная территория, контролируемая Молдовой, — село Варница, ранее (до 1992 года) входившее в подчинение Бендер, а ныне отнесённое к Новоаненскому району.
Тем не менее, в Бендерах находятся два пенитенциарных учреждения, лицей «Александру чел Бун», школа-интернат, комиссариат полиции, отдел учёта и документирования населения. Все они подчинены властям Республики Молдова.
В 1999—2002 годах Бендеры номинально были центром нового Бендерского жудеца, но, так как город не контролируется Республикой Молдовой, фактическим центром жудеца являлся Кэушень.

## Награды[28]и звания
- Исторический город СССР (1986)[5][6]

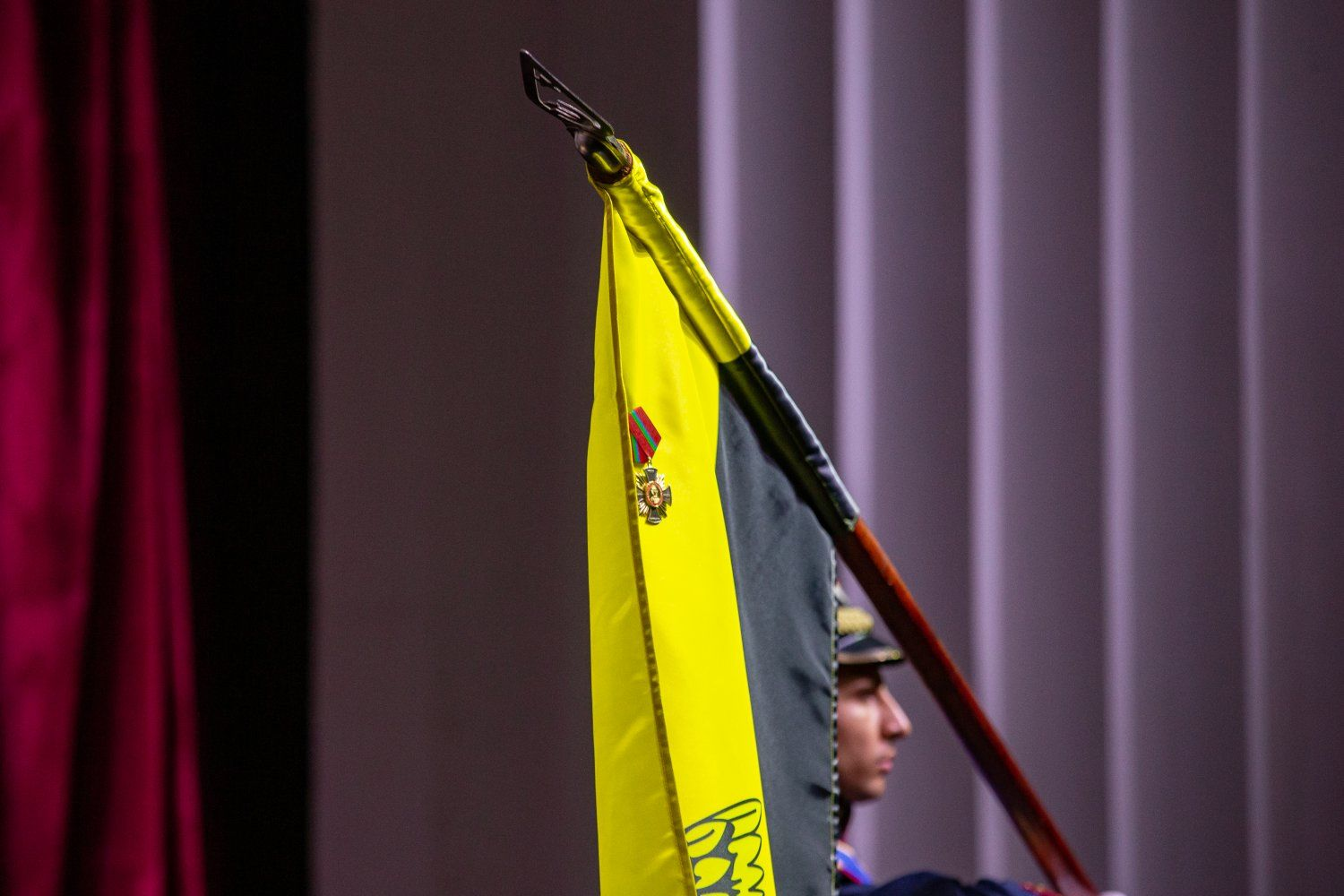
Орден Г. А. Потёмкина-Таврического на флаге города

- Орден Республики (30 августа 1995) — За мужество и героизм, проявленные жителями города Бендеры при защите Приднестровской Молдавской Республики от агрессии Молдовы[29].
- Орден Суворова 2 степени (3 октября 2008) — За мужество и героизм, проявленные жителями города Бендеры при защите Приднестровской Молдавской Республики от агрессии Республики Молдова, сохранение военно-исторического наследия и традиций и в связи с 600-летием со дня первого летописного упоминания[29].
- Орден «Миротворец» (2008)
- город воинской славы (2012 год) — за мужество, стойкость и массовый героизм, проявленные защитниками города в борьбе за свободу и независимость Отечества[30][31]
- Орден Г. А. Потёмкина-Таврического (2023) — За большой вклад жителей города Бендеры в поддержание мира и безопасности Приднестровской Молдавской Республики и по случаю городского юбилея[32][33][34]

## Улицы
Улицы города неоднократно переименовывались, современные и старые названия приводятся в таблице ниже:
| До 1918 года                                         | С 1918 по 1940 гг. | С 1940 по 1949 гг.         | Современное название   |
| ---------------------------------------------------- | --- | -------------------------- | ---------------------- |
| Конная площадь                                       | Карпатская (рум. Carpaţi) | Конная площадь             | Тираспольская          |
| Почтовая                                             | Николай Пирогов (рум. Nicolae Pirogov) | Почтовая                   | Гагарина (с 1961 года) |
| Комендантская                                        | Николай Гоголь (рум. Nicolae Gogol) | Комендантская              | Лазо                   |
| Андреевская, с 1908 Харузинская                      | Режина Мария (рум. Regina Maria - Королева Мария)                                                                                          | Ленина                     | Ленина                 |
| Павловская                                           | Режеле Фердинанд I — Король Фердинанд I (рум. Regele Ferdinand I)                                                                          | Сталина                    | Московская             |
| Софиевская                                           | Генерал Артур Войтяну (рум. General Arthur Voiteanu )                                                                                      | Софиевская                 | Комсомольская          |
| Днестровская                                         | Ниструлуй (рум. Nistrului) | Днестровская               | Кавриаго (с 1970 г.)   |
| Аккерманская                                         | Четатя Албэ — Белая крепость (рум. Cetatea Albă )                                                                                          | Аккерманская               | Первомайская           |
| Владимирская                                         | Префект Адамович (рум. Prefect Adamovici)                                                                                                  | Владимирская               | Дзержинского           |
| Петровская, с 1899 Пушкинская                        | Пушкин (рум. Puşchin), с 1942—1944 гг. Командор Попуштяну (рум. Comandor Popuşteanu)                                                       | Пушкина                    | Пушкина                |
| Константиновская                                     | Лев Толстой (рум. Lev Tolstoi), после 1938 г. Генерал Батерио (рум. General Baterio)                                                       | Константиновская           | Кирова                 |
| Николаевская                                         | поэт Алексей Матеевич (рум. Poet Alexei Mateevici)                                                                                         | Николаевская               | Коммунистическая       |
| Александровская                                      | Александру чел Бун — Александр I Добрый (рум. Alexandru cel Bun )                                                                          | Александровская            | Калинина               |
| Дворянская, Соборная                                 | Реунификаря — Воссоединения (Бессарабии с Румынией 27 марта 1918 года) (рум. Reunificarea)                                                 | С 1949 по 1956 гг. Сталина | Советская              |
| Михайловская                                         | Михаил Лермонтов (рум. Mihail Lermontov ), с 1938 года Ион Инкулец (рум. Ion Inculeț), Михай Витязул — Михай Храбрый (рум. Mihai Viteazul) | Михайловская               | Суворова               |
| Сергеевская                                          | Фёдор Достоевский (рум. Feodor Dostoievski)                                                                                                | Сергеевская                | Котовского             |
| До 1914 г. Лермонтовская, с 1914—1918 гг. Каушанская | Димитрие Морузи (рум. Dimitrie Moruzi) | Каушанская                 | Шестакова (с 1956 гг)  |
| Садовая                                              | Михай Эминеску (рум. Mihai Eminescu) | Садовая                    | Садовая                |
| Липованская                                          | Богдан Петричейку Хаждеу (рум. Bogdan Petriceicu-Hasdeu)                                                                                   | Липованская                | Маяковского            |
| Протягайловская                                      | Мэрэшешть (рум. Mărăşeşti), с 1941 по 1944 гг Адольф Гитлер (Adolf Hitler)                                                                 | Протягайловская            | Ткаченко               |

## Культура

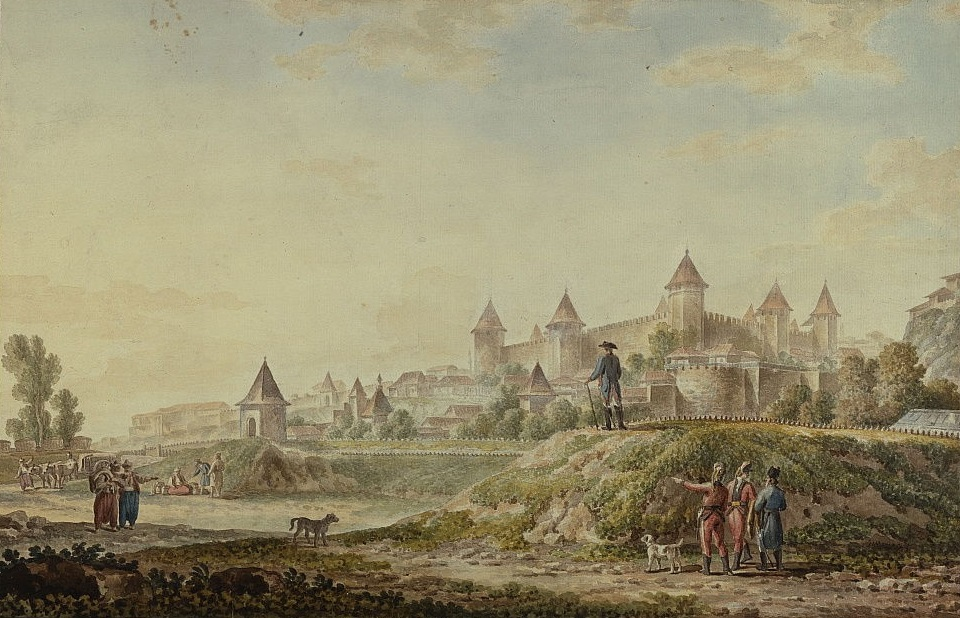
М. М. Иванов. Вид крепости в Бендерах (1790)

Главным культурным центром города является Дворец культуры им. Павла Ткаченко, расположенный на улице Ленина.

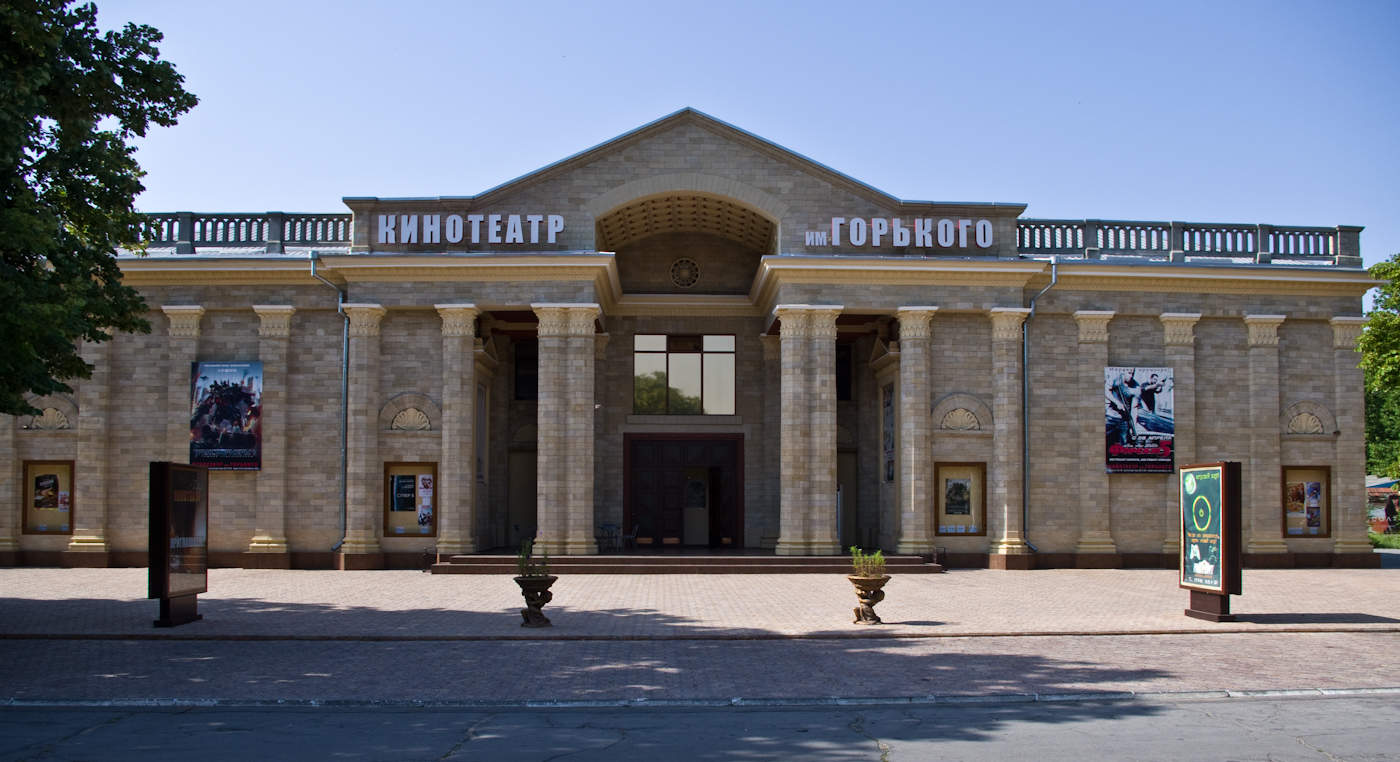
Кинотеатр им. Горького

В городе 12 библиотек, организационно составляющих Бендерскую городскую библиотеку, 6 музеев, 8 клубных учреждений, культурно-досуговый центр «Шелковик», кинотеатр имени Горького.
Одним из наиболее примечательных музеев является Бендерский историко-краеведческий музей — один из старейших музеев в регионе, открытый в 1914 году. В его коллекции 60 000 единиц хранения, в том числе, 48 000 единиц основного фонда. Коллекция постоянно пополняется, в последние годы добавились экспонаты, связанные с Приднестровским конфликтом.
Основной достопримечательность города является Бендерская крепость — памятник архитектуры XVI века. Ещё одной важной достопримечательностью является Преображенский собор — православный собор, построенный в начале XIX века в честь освобождения Бессарабии от турецкого ига.
- Памятники истории
  - Бендерская крепость
  - Городская аудитория
- Мемориальные комплексы
  - Военно-исторический мемориальный комплекс
- Памятные знаки
  - Памятный знак на стене Вокзала «Бендеры-1» в честь посещения города императорами Александром I, Николаем I, Александром II и Николаем II
  - Памятный знак на стене Вокзала «Бендеры-1» в честь посещения города генералом А. А. Брусиловым в 1916 году
  - Памятный знак возле городской аудитории в честь посещения города Императором Николаем II
- Храмы
  - Бендерское благочиние Тираспольской и Дубоссарской епархии РПЦ[38]:
    - Преображенский собор
    - Церковь в честь иконы Божией Матери «Знамение»
    - Церковь во имя преподобного Сергия Радонежского
    - Церковь праведных Богоотец Иоакима и Анны
    - Церковь святого благоверного князя Александра Невского в Бендерской крепости
    - Церковь-часовня в честь Образа Спаса Нерукотворного (Мемориальный военно-исторический комплекс)
    - Церковь во имя святого великомученика Георгия Победоносца

  - Свято-Петропавловский женский монастырь (Тираспольская и Дубоссарская епархия)[38]
  - Старообрядческая Покровская церковь (Кишинёвская и всея Молдавии епархия РПСЦ)[39]
- Музеи и галереи
  - Бендерский историко-краеведческий музей
  - Музей Бендерской крепости
  - Музей при Военно-историческом мемориальном комплексе
  - Республиканская картинная галерея им. А. В. Лосева
- в окрестностях города расположены Гербовецкий и Новонямецкий монастыри

## Аудитория

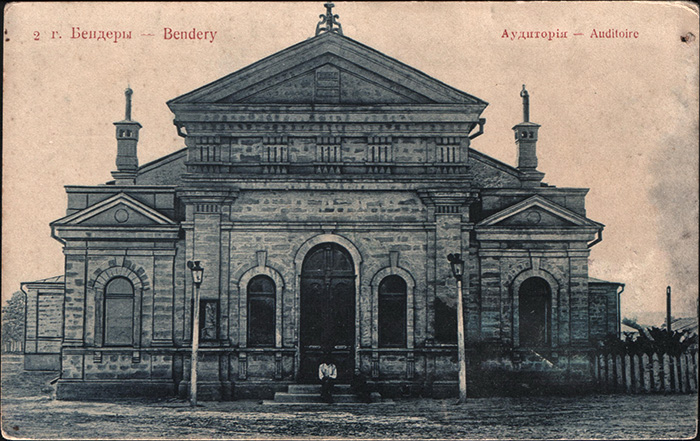
Аудитория

Здание Аудитории в Бендерах было построено в 1902 году.
Во время Первой мировой войны в Аудитории располагался лазарет, которым заведовала Анна Леоновна Борзякова. Во время своего посещения Бендер, 9 мая 1916 года, Император Всероссийский Николай II в сопровождении семьи, генерала Брусилова и др. провёл смотр войск и посетил лазарет.

Анна Леоновна рассказывала внучке, что Николай II посетил лазарет, а потом интересовался, как его содержат, разговаривал с ранеными. Ей запомнился эпизод, когда один из солдат, обратившись к царю, назвал его генералом. Тот поправил: до этого чина ещё не дослужился, пока полковник. Кстати, царица и четыре царевны во время войны были сёстрами милосердия и ухаживали за ранеными. Николай уже собирался покинуть лазарет, когда его внимание привлёк лежащий на столе чистый лист бумаги, а рядом чернильница и ручка. Сообразив, что это приготовлено для него, император расписался первым, потом предложил ручку членам своей семьи. Нина Михайловна помнит, что на этом листе в два ряда стояли автографы императора, императрицы, наследника и четырёх царевен.

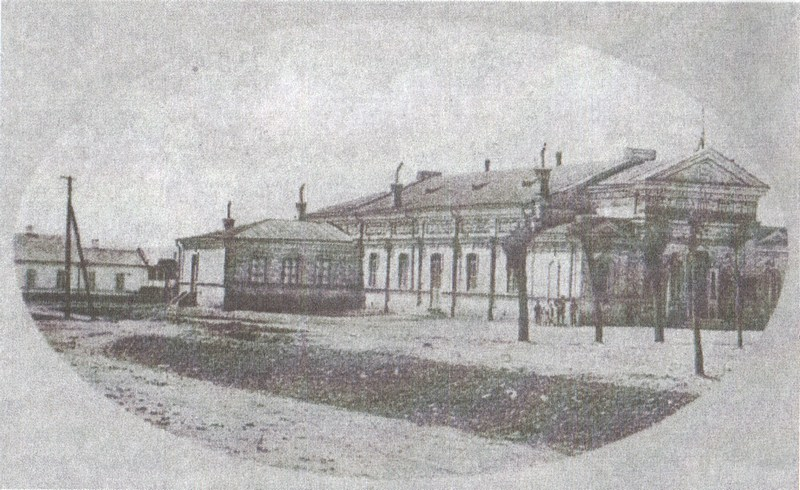
Аудитория 1910 год

Во время нахождения Бендер в составе Румынии в Аудитории был очаг русской и украинской культуры. Здесь пели Александр Вертинский и Пётр Лещенко, Юрий Морфесси. Летом 1931 года здесь гастролировал известный в Европе театр миниатюр «Бонзо» А. Вернера.

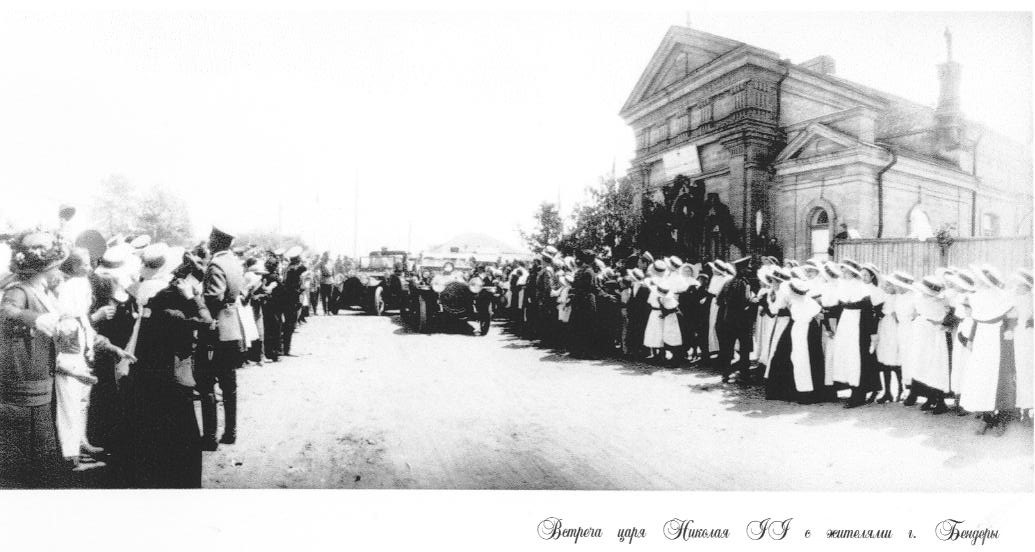
Николай II в Бендерах

В Аудитории ставились различные театральные постановки, спектакли, оперетты. Но не только любительские спектакли ставились на сцене Аудитории. В 1928 году здесь с гастролями побывала Пражская труппа московского МХАТа, давала здесь спектакли русская труппа кишинёвского театра под руководством В. М. Вронского.

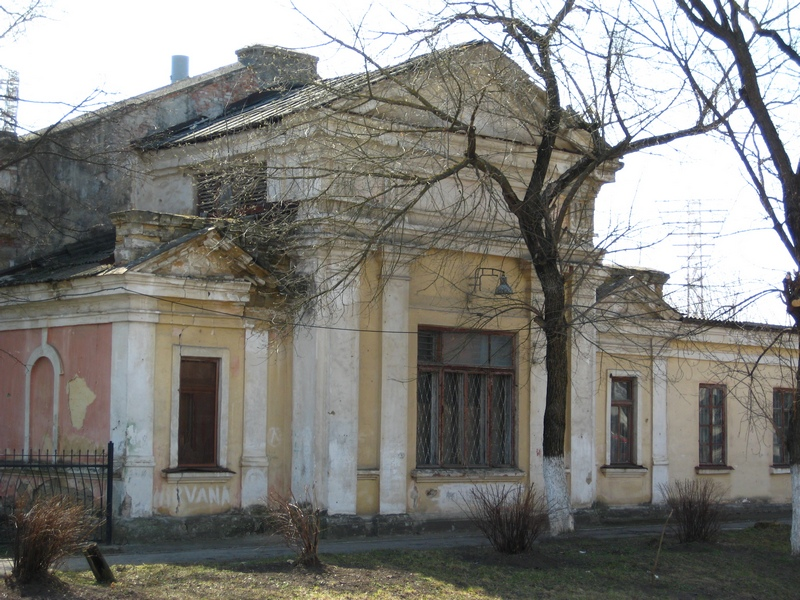
Здание Аудитории в аварийном состоянии, 2011 год

По случаю встреч Нового года в Аудитории обязательно бывали бал-маскарады. Во время таких балов вдоль стен зала стояли столики, а железнодорожники на свои балы привозили вино бочками.
В новогоднюю ночь устраивали различные развлечения, гуляния и, конечно, благотворительные балы, выручка от которых шла в помощь неимущим и старикам. В советские времена традиция благотворительности была забыта.
В 1920-е — 1930-е годы вокруг здания Аудитории были хорошие места для гуляний и отдыха — позади был небольшой садик и беседка для отдыха актёров и служащих. Вдоль ул. Александровской (в румынский период — Alexandru cel Bun (Александру чел Бун — Александр I Добрый), с 1949 года — Калинина) тянулся сад, огороженный кустами сирени и жасмина. В этом саду до революции устраивались сельскохозяйственные выставки — при румынах выставки ещё некоторое время продолжались.
Здание Городской Аудитории было основательно разрушено во время Великой Отечественной войны 1941—1945 гг. — оно сгорело и остались только стены. В 1952 году его отремонтировали и открыли здесь первое крупное послевоенное предприятие — шелкомотальную фабрику.
После ремонта Аудитория выглядела почти также, как на фото после её первоначальной постройки, хотя внутри находилось кокономотальное производство. Даже пристроенные к ней помещения столовой и проходной выглядят как единое целое. Контуры фасада котельной и даже склада перекликаются с фасадом Аудитории.
Примерно с 1994 года эти помещения были отданы Бендерскому теоретическому лицею № 1 для обучения юных художников и скульпторов. А сейчас здесь располагается ГОУ СПО «Бендерское художественное училище».
Современное здание Аудитории представляет собой большую историческую, культурную и художественно-архитектурную ценность, это памятник истории, культуры и уникальной архитектуры середины — конца XIX века, имеет статус памятника истории и архитектуры. Однако, несмотря на это, здание самой Аудитории в настоящее время находится в аварийном состоянии.

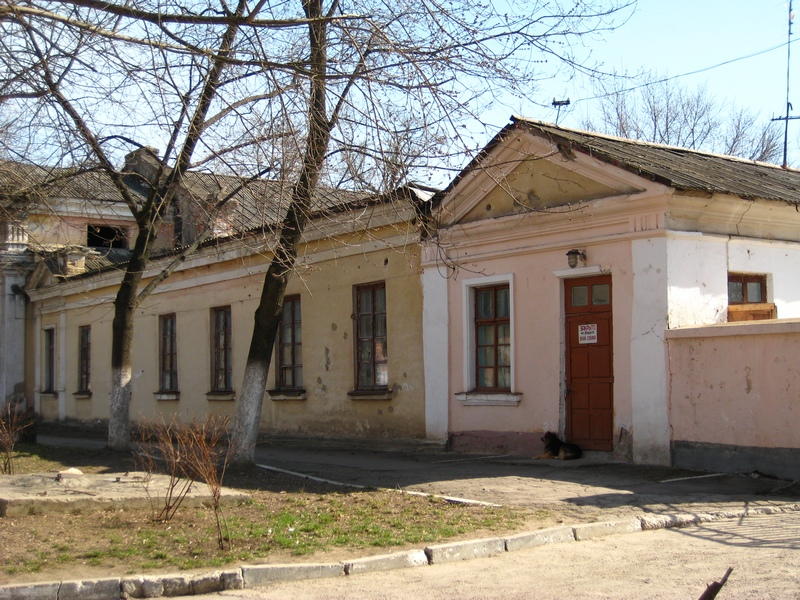
Пристроенная к Аудитории проходная бывшего цеха кокономотального производства
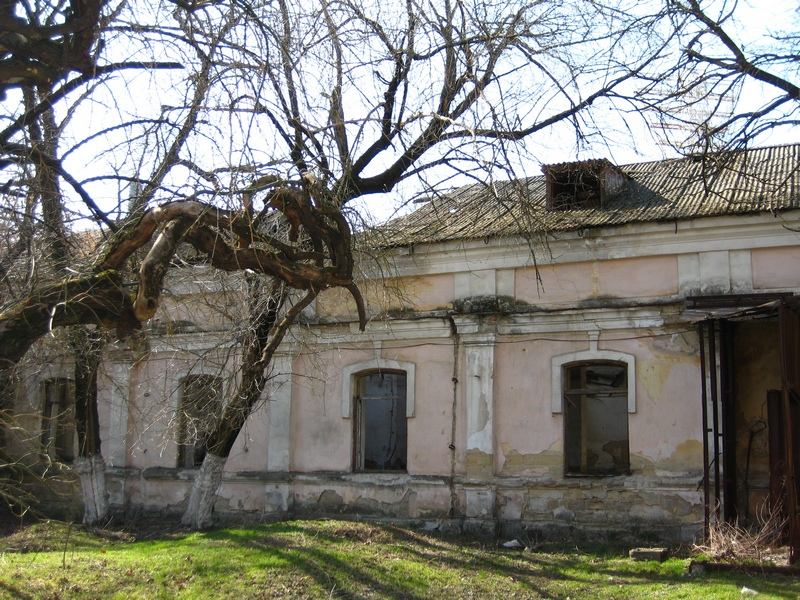
Здание бывшей Аудитории (вид сбоку)
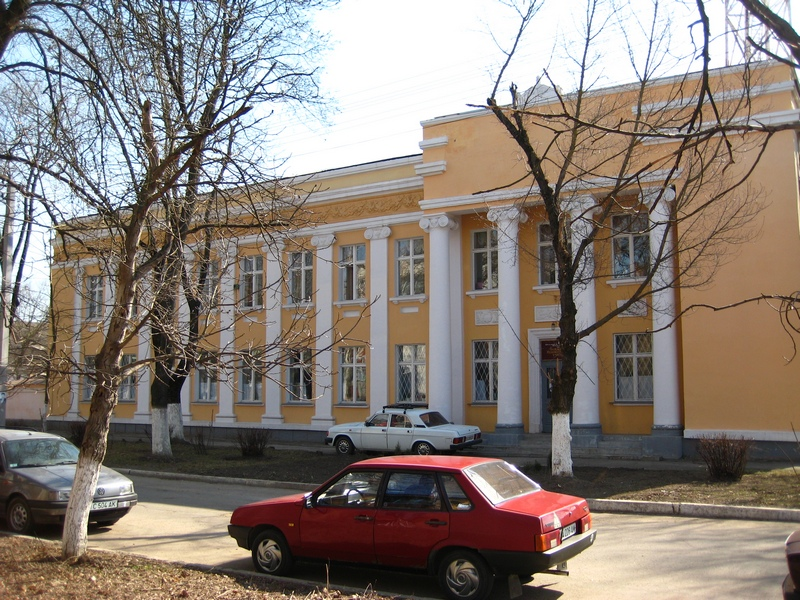
Здание, пристроенное к Аудитории — сейчас здесь располагается ГОУ СПО «Бендерское художественное училище»
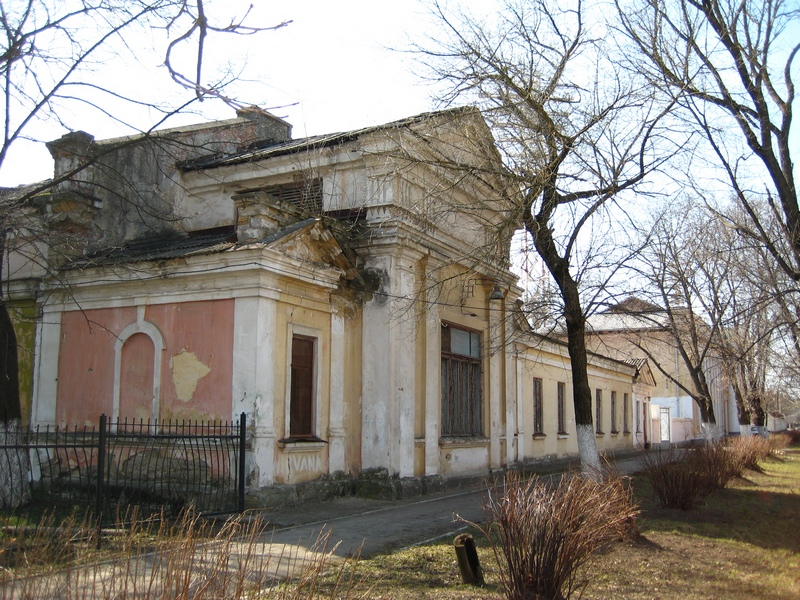
После здания Аудитории идет пристроенная к ней проходная, а за ней здание художественного училища
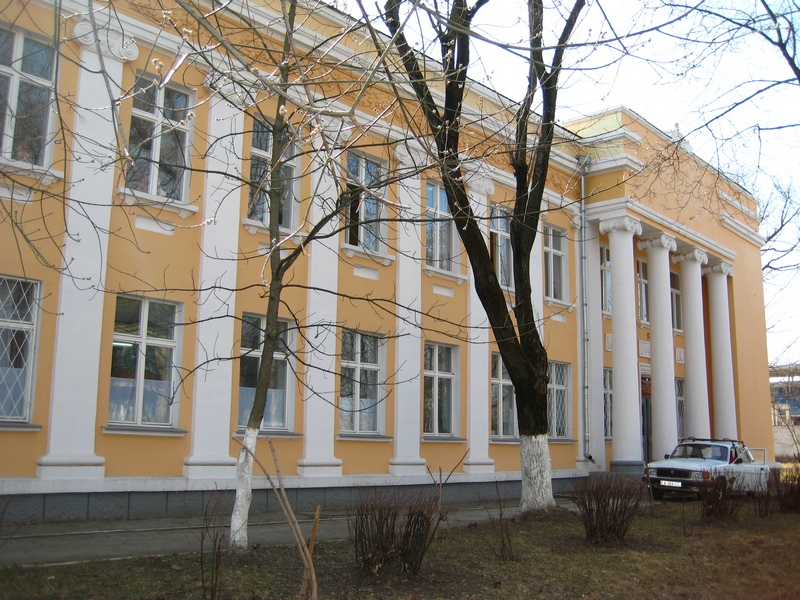

## Парки и скверы

### Парк Горького
На одной улице с Аудиторией, в следующем квартале, располагался бульвар, который сейчас называется «Парк имени Горького». В позапрошлом веке этот парк (бульвар) был намного меньше теперешнего, однако полюбился горожанам ещё с тех времён. Был разбит он среди самых престижных улиц города — Владимирской, Пушкинской и Константиновской — на этих улицах жила вся городская знать и интеллигенция.
Сначала парк был маленький — занимал квартал от ул. Пушкина до ул. Кирова. Был в парке Дом дворянского собрания и ресторан при нём. Рядом размещался летний театр с деревянной «раковиной» над сценой для артистов и оркестра. Здание снесли, а «раковина» и танцплощадка сохранились до сих пор.
Второе рождение парка было в 1930-е годы — парк расширили от Константиновской до Николаевской, а футбольное поле, ранее располагавшееся на территории бульвара, перенесли на то место, где сейчас находится стадион «Динамо».
Третье рождение парка было после войны, в 1949 году — тогда он и получил название Парк им. Горького.
Горожане любили прогуливаться в этом красивом уголке города.

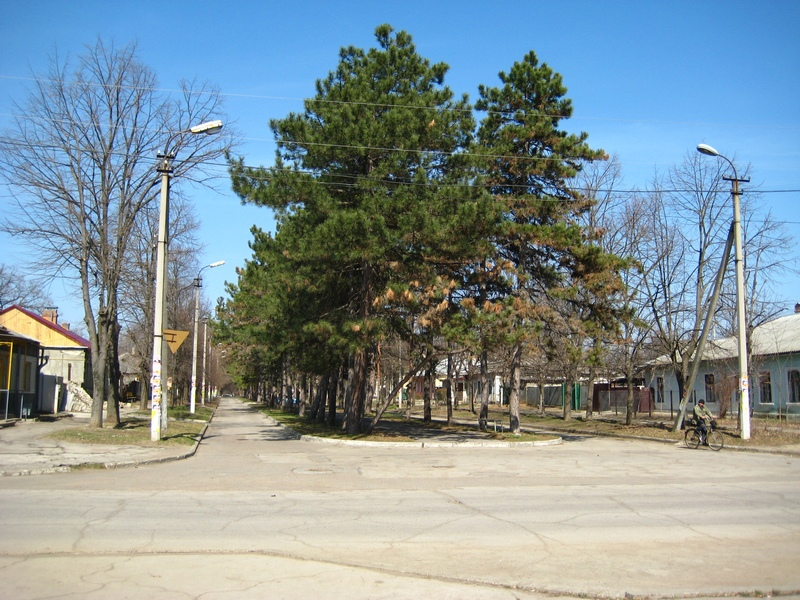
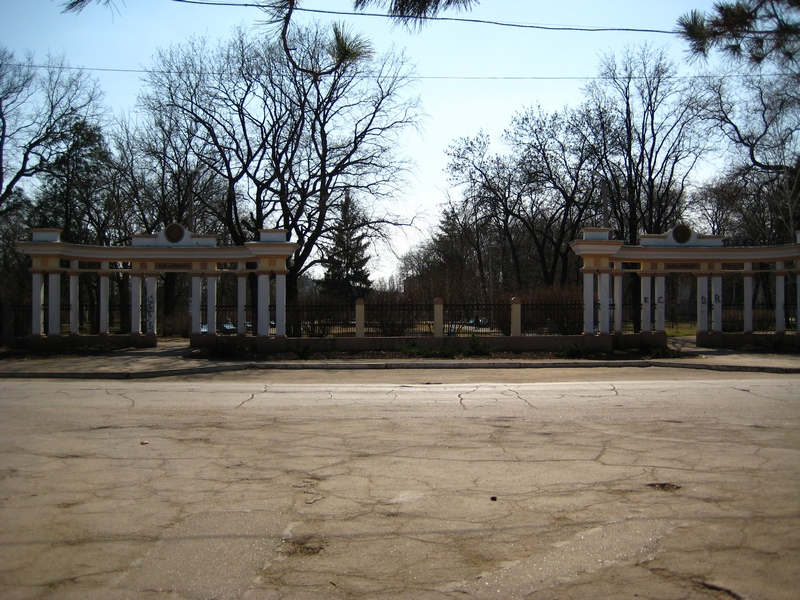
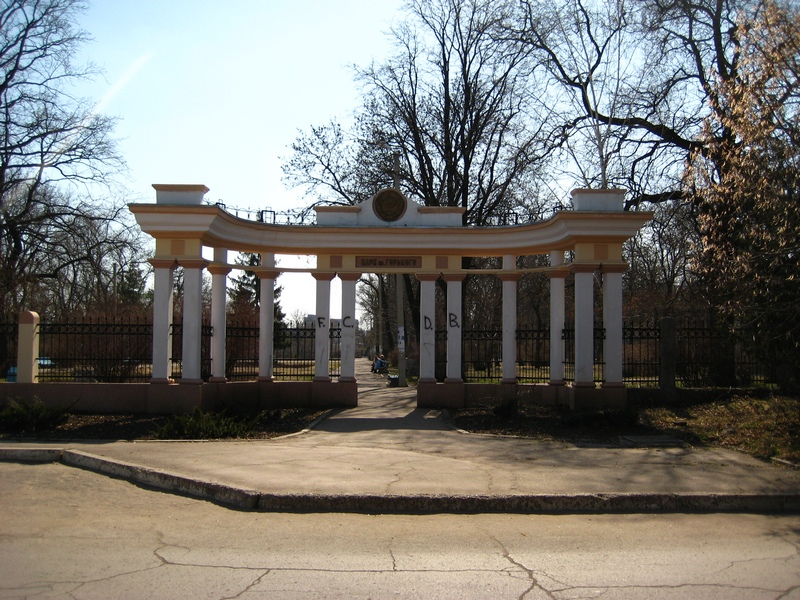
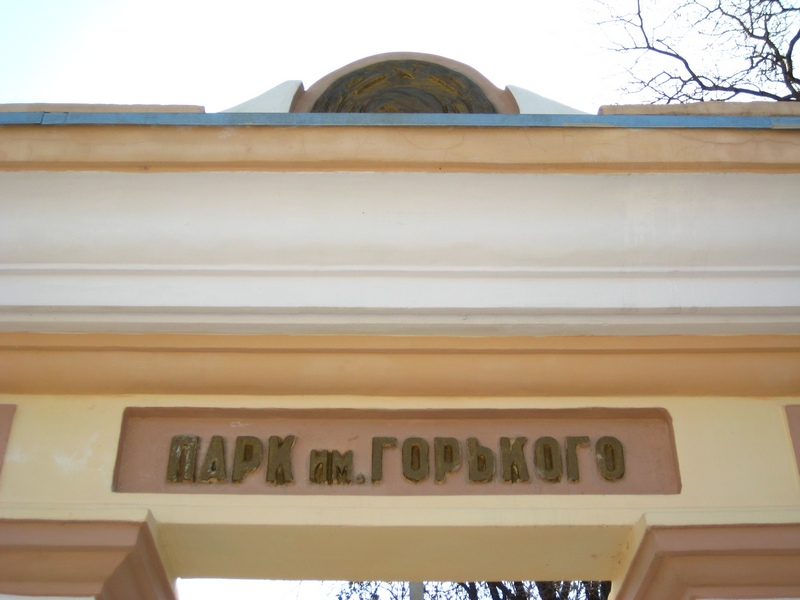
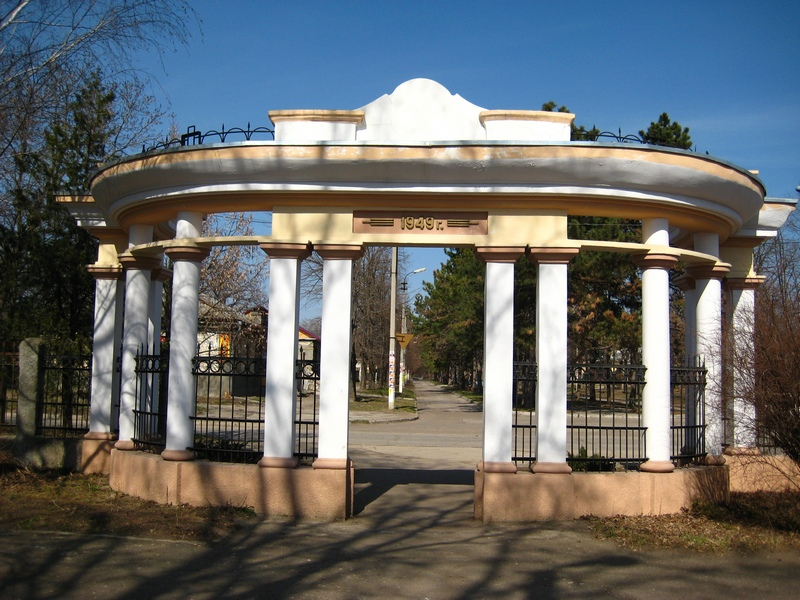

### Парк им. Александра Невского

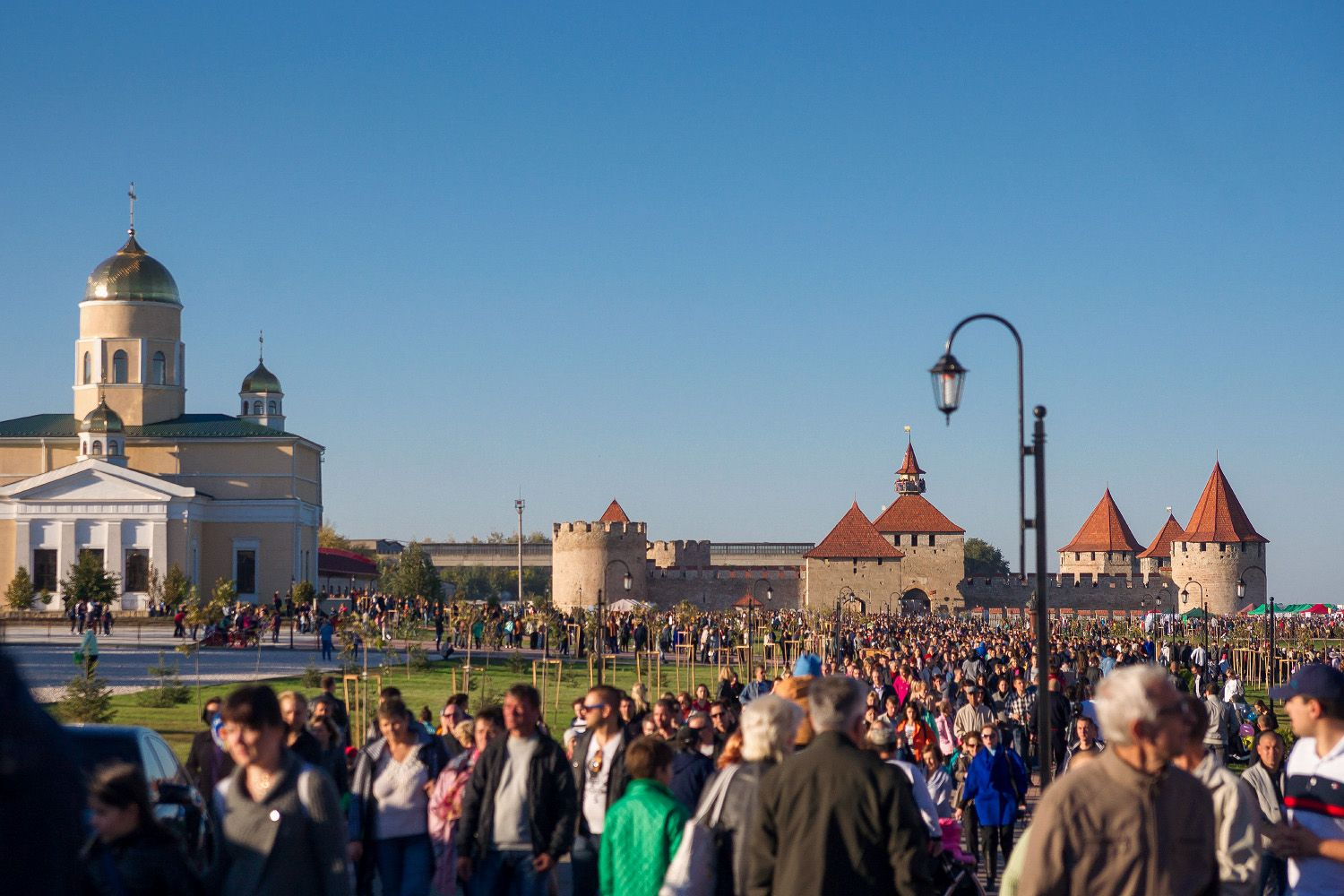
Открытие парка им. Александра Невского

Расположен на территории Бендерской крепости восточнее крепостного Александро-Невского храма.  Заложен в 2018 году. Официальное открытие состоялось в 610-летие Бендер. Вход в парк осуществляется через Цареградские ворота со стороны улицы Панина. В парке имеется памятник Александру Невскому, Александро-Невский храм, Аллея мира, плац для выступлений Роты почетного караула, сцена, гостинично-ресторанный комплекс «Старый бастион» и выставочный павильон. Через парк им. Александара Невского можно попасть в цитадель Бендерской крепости и на городской пляж.

### Сквер им. Императора Николая II

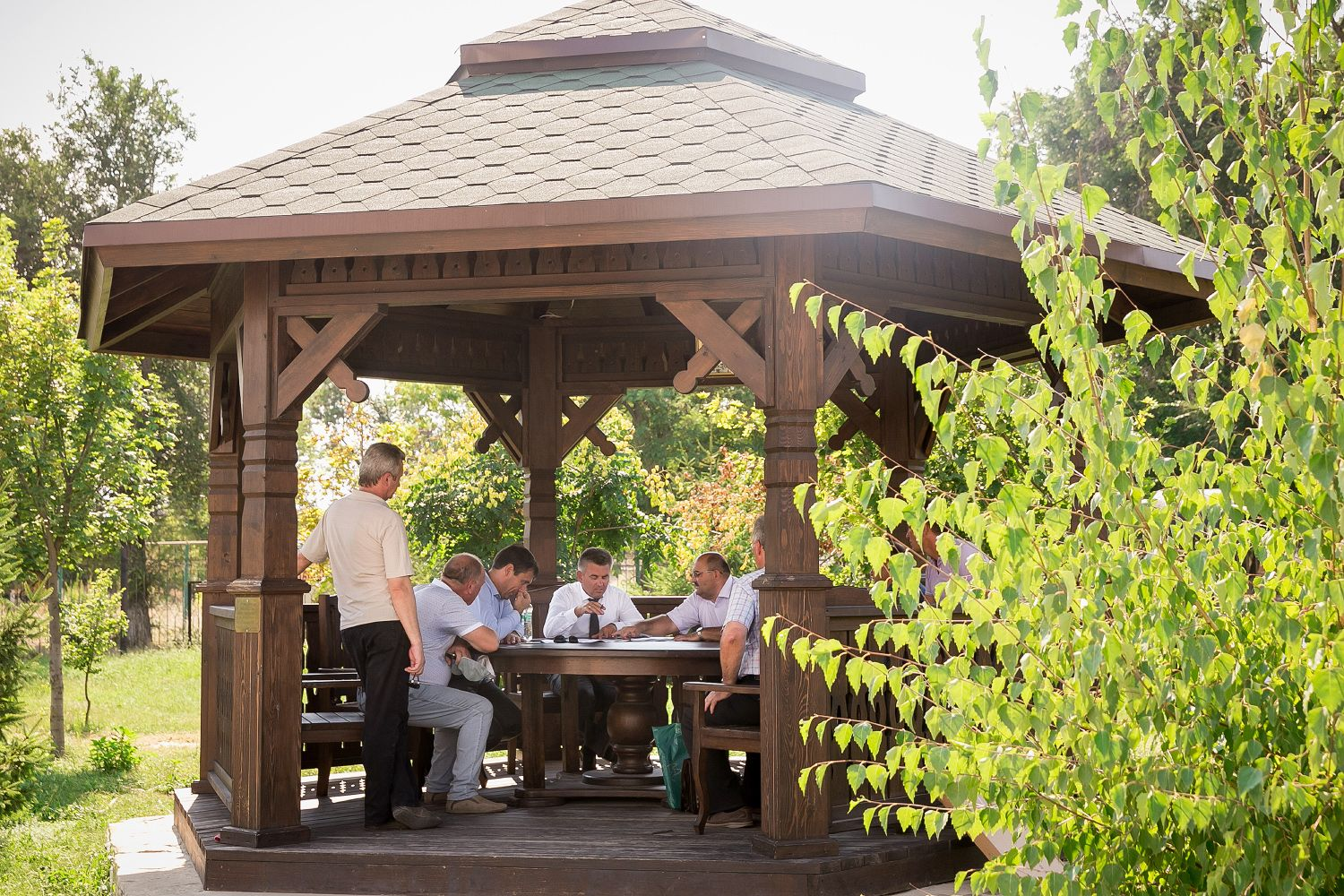
Президент Вадим Красносельский в Царской беседке в сквере им. Императора Николая II.

Находится в Бендерской крепости напротив Александро-Невского храма. В сквере есть часовня в честь Святых Царственных страстотерпцев, открытая 17 июля 2017 года, в 100-летие расстрела царской семьи, а также памятный знак и Царская беседка в честь 100-летия визита Императора Николая II с Августейшей семьёй в Бендеры в 1916 году.

### Сквер воинов Первой мировой войны
Расположен на улице Панина. В сквере имеется памятник в честь генералов, офицеров и солдат Первой мировой войны.
В 2023 году памятник и сквер вошли в состав вело-пешеходного туристического маршрута. Также входят в маршрут "Императорская Россия".

### Хомутяновский сквер

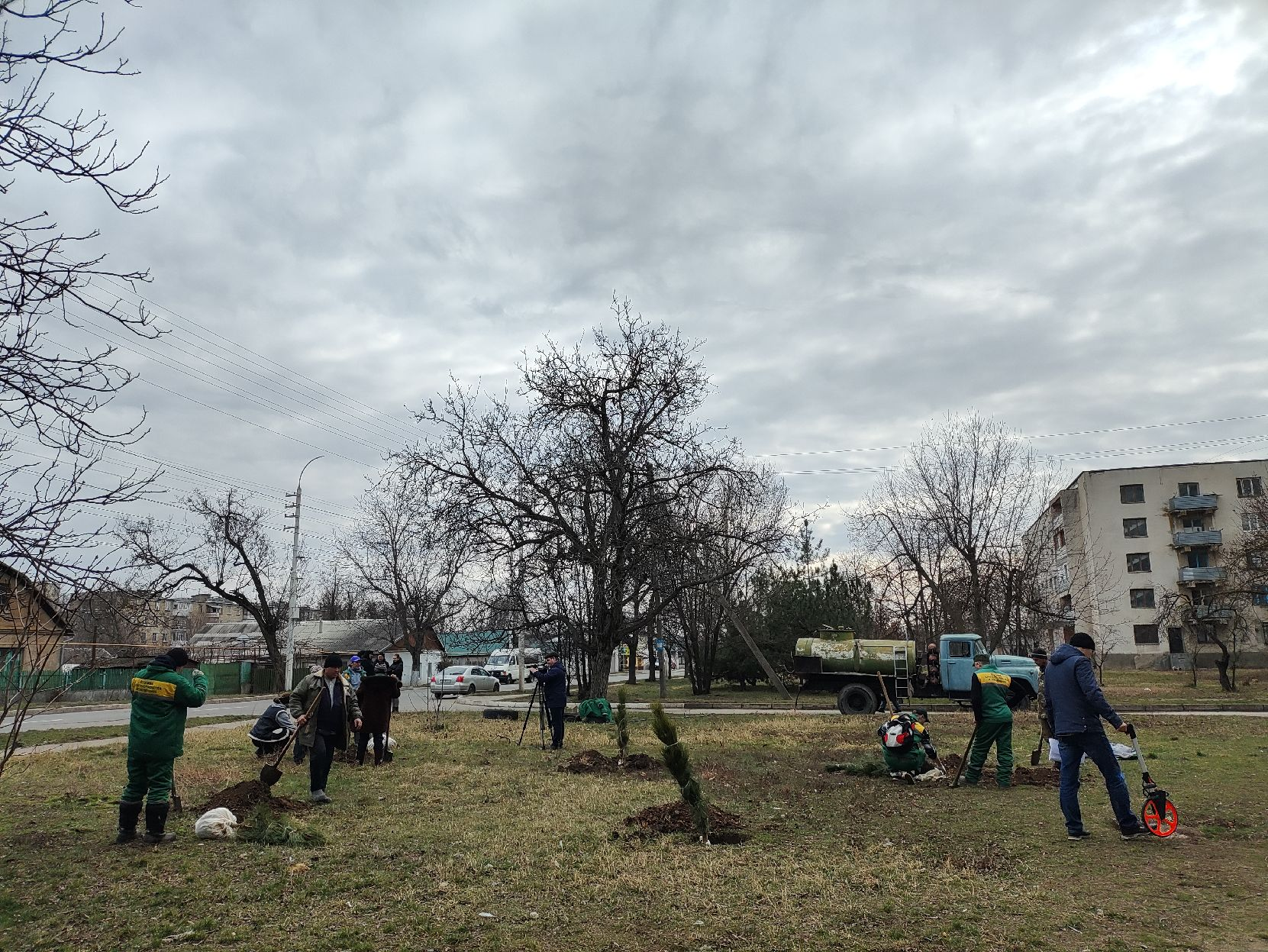
Закладка Хомутяновского сквера 3 февраля 2023 года

Заложен в 2023 году на пустыре по ул. Бендерского восстания, между ТЦ "Хомутяновский" и ул. Школьная. Новый сквер занимает почти два квартала и является центром микрорайона Хомутяновка. К скверу примыкает библиотека №2, остановка общественного транспорта и ТЦ "Хомутяновский". Место нового сквера было выбрано с учетом общественного мнения.
3 февраля произведена первая посадка новых зеленых насаждений — 5 крымских сосен. В том же месяце на территории сквера спилили аварийные деревья.

### Липканский сквер
Расположен в микрорайоне Липканы на углу ул. Энгельса и пер. Пограничный. Заложен в 2023 году.

## Памятники
В городе находится множество памятников, мемориальных досок и мемориальных комплексов, установленных в честь значимых событий или известных людей, чья жизнь была связана с Бендерами.

## Население
По данным переписи населения ПМР 2004 года общая численность населения города Бендеры (без села Варница, но с подчинёнными сельскими населёнными пунктами Гыска и Протягайловка) составила 105 010 человек, в том числе в собственно городе Бендеры —  97 027 человек. По сравнению с переписью 1989 года численность населения города сократилась. Сокращение численности населения произошло в основном за счёт эмиграции, пик которой пришёлся на период с 1992 по 1996 годы. После 1996 года отток населения из города несколько снизился. На 2004 год в Бендерах проживали 94 188 граждан ПМР, 28 464 граждан Молдовы, 16 556 граждан России, 5549 граждан Украины, 146 граждан Беларуси.
По данным государственной службы статистики ПМР население города на 1 января 2017 года составило 83,8 тыс. человек, на 1 января 2014 года — 91 882 человека (с подчинёнными населёнными пунктами — 98 726 человек). В конце 2012 года в городе жило 92,4 тыс. человек.
Этнический состав жителей города отличается более высоким удельным весом русского и украинского населения, что типично для крупных городов Приднестровья. Такая этническая ситуация сформировалась во второй половине XX века.
С распадом Советского Союза и в результате военного конфликта 1992 года усилился отток из города жителей еврейской и немецкой национальностей. В начале XX века в Бендерах проживало 20 тысяч евреев (34,5 % населения). Если в 1989 году в городе проживало 4,6 тыс. евреев, то в 1997 году — около 1 тыс. (1,0 %), а в 2004 году — менее 400 человек.
Национальный состав населения (по переписи населения 2004 года):
| Народ      | Бендеры (горсовет) | % от всего | % от указав- ших | Бендеры (город) | % от всего | % от указав- ших |
| ---------- | ------------------ | ---------- | ---------------- | --------------- | ---------- | ---------------- |
| Русские    | 46387              | 44,17 %    | 47,18 %          | 41949           | 43,23 %    | 46,44 %          |
| Молдаване  | 25888              | 24,65 %    | 26,33 %          | 24313           | 25,06 %    | 26,92 %          |
| Украинцы   | 18725              | 17,83 %    | 19,05 %          | 17348           | 17,88 %    | 19,20 %          |
| Болгары    | 3332               | 3,17 %     | 3,39 %           | 3001            | 3,09 %     | 3,32 %           |
| Гагаузы    | 1182               | 1,13 %     | 1,20 %           | 1066            | 1,10 %     | 1,18 %           |
| Белорусы   | 740                | 0,70 %     | 0,75 %           | 713             | 0,73 %     | 0,79 %           |
| Евреи      | 392                | 0,37 %     | 0,40 %           | 383             | 0,39 %     | 0,42 %           |
| Немцы      | 286                | 0,27 %     | 0,29 %           | 258             | 0,27 %     | 0,29 %           |
| другие     | 1383               | 1,32 %     | 1,41 %           | 1301            | 1,34 %     | 1,44 %           |
| указали    | 98315              | 93,62 %    | 100,00 %         | 90332           | 93,10 %    | 100,00 %         |
| не указали | 6695               | 6,38 %     |                  | 6695            | 6,90 %     |                  |
| всего      | 105010             | 100,00 %   |                  | 97027           | 100,00 %   |                  |

## Данные переписей

Возрастной состав населения города Бендеры на 01.01.2020

Динамика численности населения Бендер

## Средства массовой информации

### Телевидение
Бендерское телевидение — городской телевизионный канал, первая трансляция вышла в эфир 7 ноября 1997 года.

### Интернет
- ООО «Линксервис» — телекоммуникационная компания, предоставляет услуги по проводной передаче данных (Интернет) и IPTV телевидения на территории города Бендеры[57].
- Интерднестрком — телекоммуникационная компания, предоставляет услуги по фиксированной проводной, фиксированной беспроводной и мобильной связи, а также услуги по проводной и беспроводной передаче данных (Интернет) и телевидения[58][59].
- НПЦ «Мониторинг» — телекоммуникационная компания, предоставляет услуги доступа в сеть Интернет на территории города Бендеры[60].

### Периодические издания
Газета «Новое Время» — городская общественно-политическая газета, выходит с 28 июня 1990 г.

## Экономика

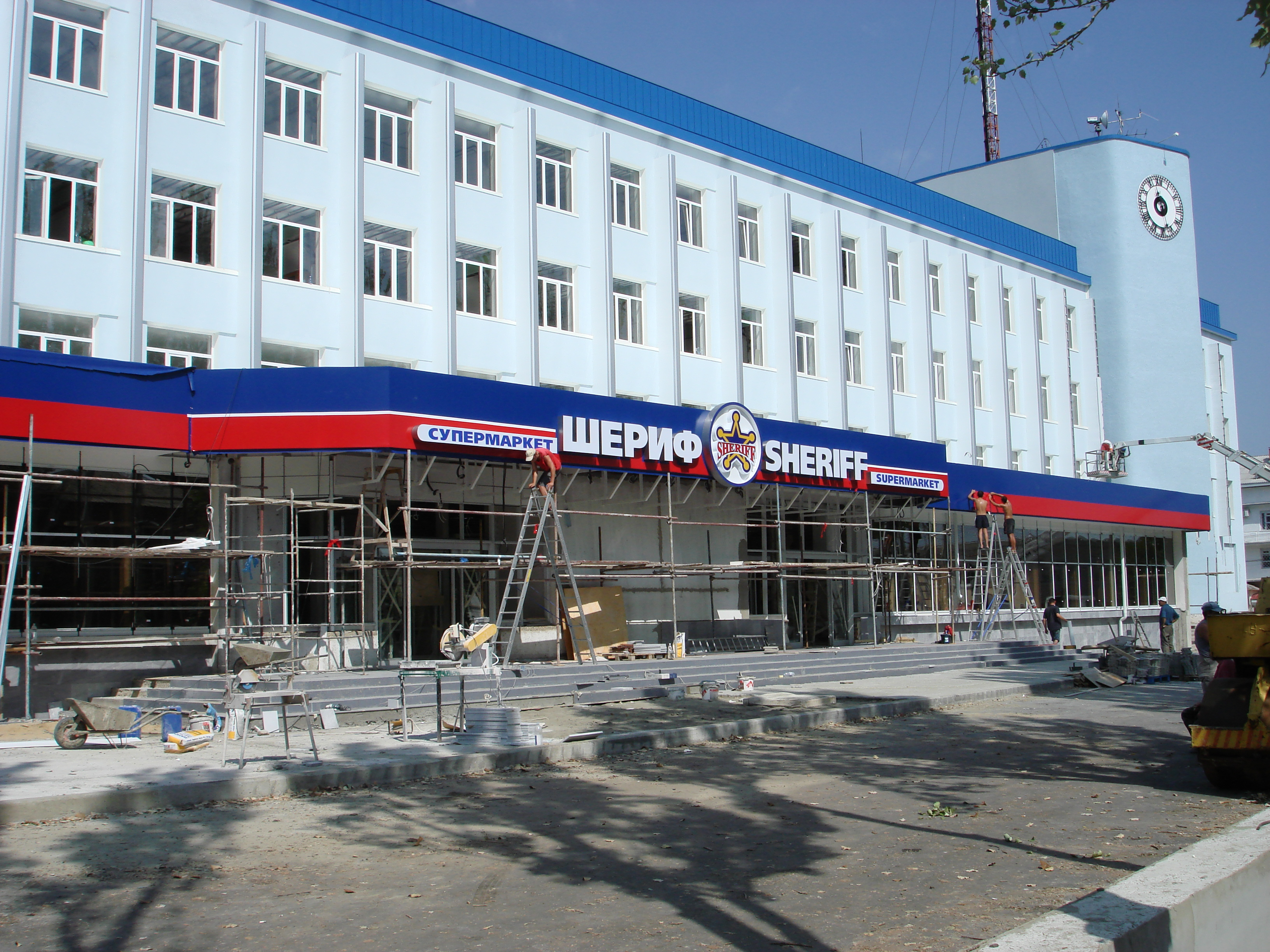
Строящийся супермаркет «Шериф»

Земельный фонд города составляет 9729 га. Наиболее крупными предприятиями Бендер являются судоремонтный завод, завод электроаппаратуры, машиностроительный завод, «Молдавкабель», электрофарфоровый и шёлковый комбинаты, обувная фабрика «Тигина», производственное объединение «Флоаре», швейная фирма «Вестра».
В городе работают 88 государственных предприятий, из которых — 57 промышленных, представленных лёгкой, пищевой, электротехнической, машиностроительной, строительной и др., и 33 муниципальных, среди которых 12 предприятий жилищно-коммунального хозяйства, 5 — бытового обслуживания, 6 — торговли. Немалый вклад в развитие экономики вносят более 800 предприятий малого бизнеса и более 2000 индивидуальных предприятий. На начало 2002 года в городе работало 12 предприятий связи.

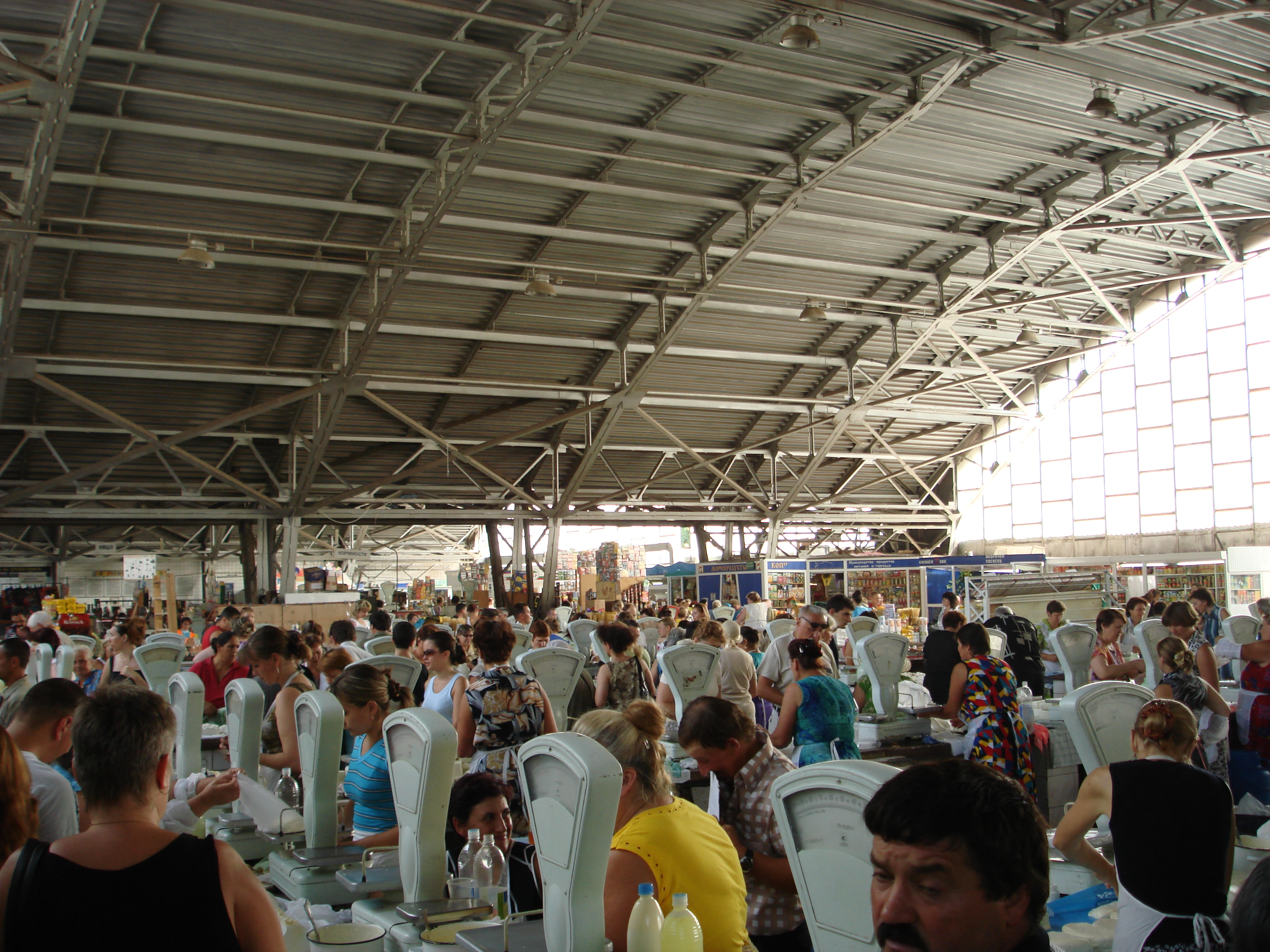
Центральный рынок в Бендерах

С 1990 по 2002 годы построено и введено в эксплуатацию 44 жилых дома. 9 км дорог. 5,7 км сетей водопровода, 5 км тепловых сетей, полигон твёрдых бытовых отходов, 3 км газовых сетей.
Протяжённость сети водоканала — более 440 км. Бендеры ежедневно потребляют более 80 тысяч кубометров воды.
В Бендерах расположена «Бендерская таможня» Государственного таможенного комитета ПМР. В городе создана разветвлённая сеть медицинских и лечебных учреждений.

## Транспорт

### Троллейбусы

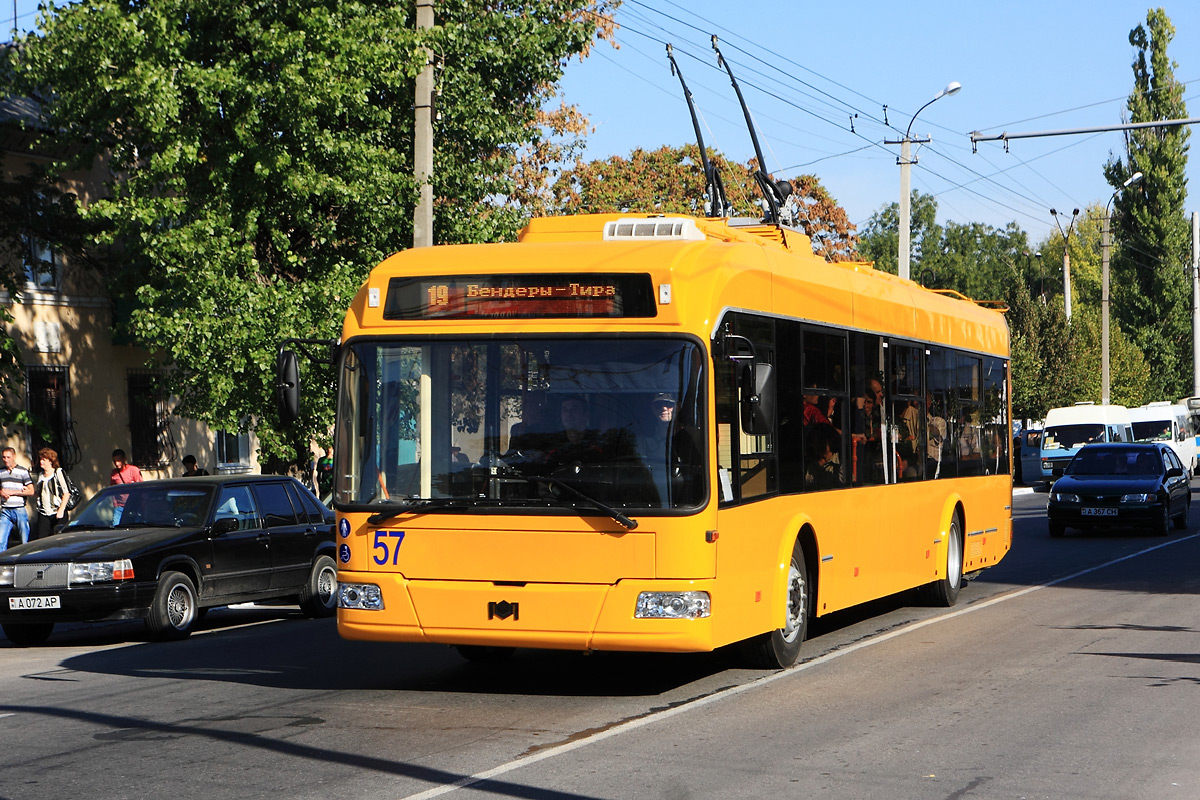
Новый троллейбус АКСМ-321 на междугороднем маршруте № 19

С 1993 года Бендеры соединены с Тирасполем троллейбусной линией. Протяжённость троллейбусной линии составляет 33,3 км. В городе действует 7 внутригородских троллейбусных маршрутов и 1 междугородный.

### Автобусы
Внутригородское автобусное сообщение практически отсутствует, действуют лишь маршруты, соединяющие город с близлежащими населёнными пунктами. Также осуществляется межгородское, межрайонное и межгосударственное сообщение. В частности в ближайшее время будет открыт маршрут «Бендеры — Ялта».

### Маршрутное такси
Наиболее популярный транспорт. В городе действует 25 маршрутов. Маршрутное такси охватывает все районы города и его пригороды. Перевозками занимаются частные и муниципальные компании-автоперевозчики.

### Железная дорога

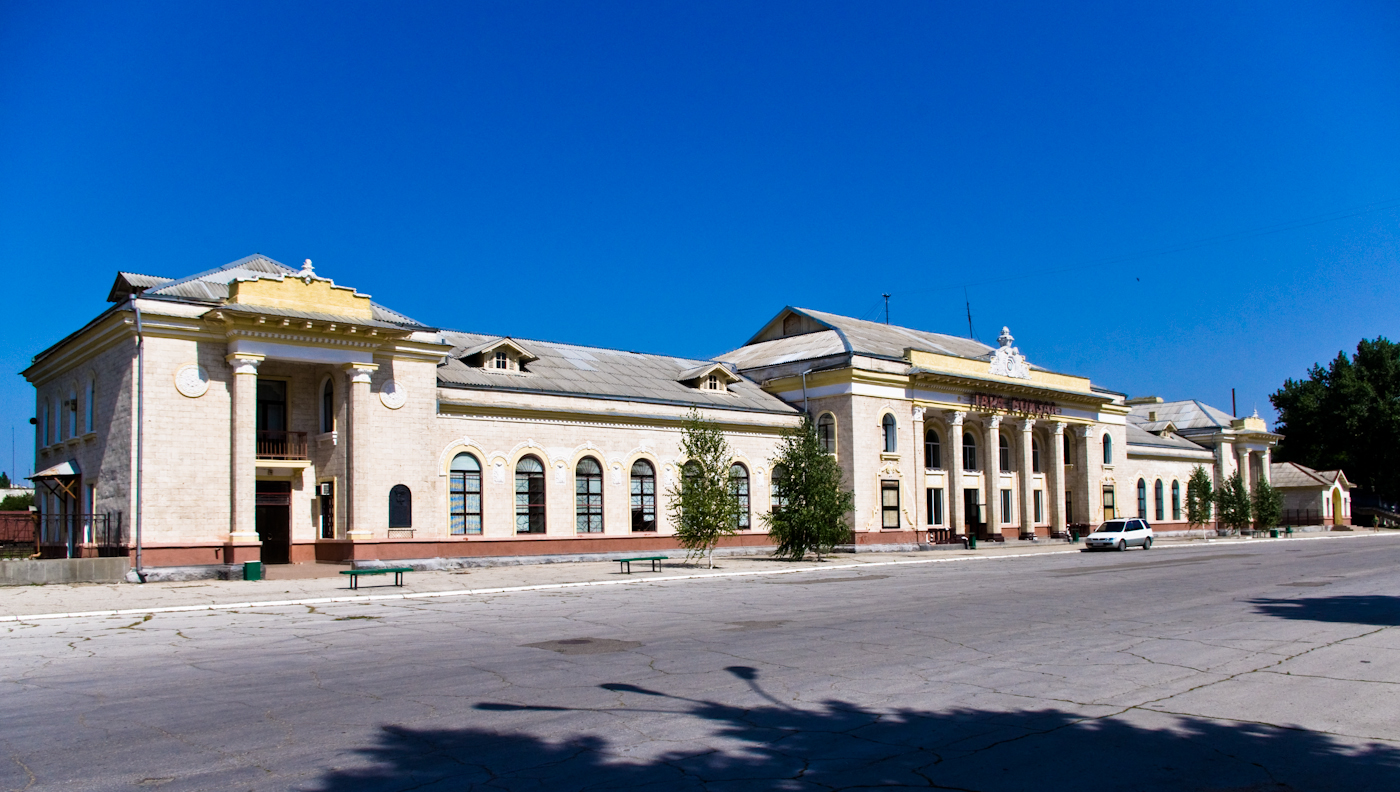
Железнодорожный вокзал Бендеры-1

В городе действует три железнодорожных вокзала: «Бендеры-1», «Бендеры-2» (оба относятся к Приднестровской железной дороге) и «Бендеры-3» (относится к Молдавской железной дороге).
Вокзал «Бендеры-1» является транзитным вокзалом по пути из Кишинёва и севера Молдовы в южную часть страны, находится в центральной части города. Сегодня «Бендеры-1» принимает только грузовые составы.
Вокзал «Бендеры-2» является городским, находится в северной части города. Служит транзитной точкой между Молдовой и Украиной. Через вокзал проходят скорый поезд № 65 «Москва—Кишинёв», пассажирский поезд № 642 «Одесса-Кишинёв».
Вокзал «Бендеры-3» («Варница», «Промывка») открыт на территории села Варница (входящего по законам Приднестровья в состав города, но контролируемого официальными властями Республики Молдовы). После отделения Приднестровской железной дороги от Молдавской является начальной точкой на пути следования дизель-поезда «Бендеры-Кишинёв» и прицепных вагонов «Бендеры-Москва», «Бендеры-Кишинёв-Санкт-Петербург».

## Спорт
После присоединения Бессарабии к СССР в Бендерах начали активно развиваться все виды спорта. Значительный вклад внёс первый послевоенный председатель городского спорткомитета Леонид Иванович Перец, получивший за свою работу звание «Заслуженный деятель физкультуры и спорта СССР».
О истории бендерского футбола рассказывает книга В. Кучеренко «Бендеры — жизнь тому назад». Особо примечательна деятельность тренера Анатолия Петровича Делибалта, создавшего школу для юных футболистов. Ему было присвоено звание «Заслуженный деятель физкультуры и спорта МССР». В память о нём проводится один из городских футбольных турниров.
Больших успехов достигли бендерские спортсмены в академической гребле под руководством заслуженного тренера МССР Николая Алексеевича Туфанюка. Его воспитанники становились многократными победителями чемпионатов и первенств СССР. В отделении академической гребли было подготовлено более 150 мастеров спорта. Развивались и другие виды гребли — на каноэ и байдарках.
Семикратным чемпионом СССР по плаванию стал бендерчанин А. Баданов, призёром первенства СССР — Е. Анашкина, чемпионом мира среди железнодорожников — В. Ефимов, призёром Балканских игр — В. Столяренко.
После распада СССР развитие спорта в Бендерах не прекратилось. Легкоатлетка Инна Глизнуца участвовала в Олимпийских играх в 1996 году. Она победила на Кубке Европы в 1998 году и была серебряным призёром чемпионата мира среди юниоров. В 1990-х годах успешно выступала бендерская баскетбольная команда «Флоаре». В 1994 году она заняла первое место в чемпионате Молдовы. Команда ежегодно становилась чемпионом Молдовы по баскетболу вплоть до 1999 года.
В 2003 году в Бендерах был основан клуб уличных гонок на легковых автомобилях.

### Стадион «Динамо»
Стадион появился в 1930-х годах. В прежние времена на нём играли такие городские команды, как «Буревестник» и «Динамо». 8 сентября 2018 года стадион открыт после реконструкции. В настоящее время на нём играет городской футбольный клуб «Тигина», выступающий в чемпионате Молдовы по футболу во втором по значимости Дивизионе А. Стадион использует натуральное покрытие.

## Еврейская община
Первые данные о еврейском населении Бендер относятся к 1769 году. В 1770 году здесь была построена первая синагога. До начала XIX века в Бендерах имелись уже два еврейских кладбища — старое, возле крепости, и новое, которое действует и сейчас.
В городе, в конце XIX начале XX веков работали около 31 синагог и молельных домов, касса взаимопомощи при ссудо-сберегательном товариществе, две «талмуд-торы», двадцать хедеров, два частных мужских и женских училища, еврейская больница, при которой находились поликлиника, аптека, дом престарелых. В городе было множество еврейских аптек, типографий, два кинотеатра, маленьких заводиков и фабрик, множество магазинчиков и торговых лавок, фотоателье и парикмахерских, кафе и постоялых дворов.
По ревизии 1847 года бендерская еврейская община состояла из 553 семейств; в 1861 году проживало евреев: 2349 мужчин, 2263 женщины; в 1897 г. жителей 31 797, из которых евреев было 10 654 человека, 10 384 русских, 6112 украинцев и 2338 молдаван. В XIX — начале XX века численность еврейского населения города увеличивалась за счёт переезда в Бендеры евреев из других районов Российской империи.
Основными занятиями евреев Бендер, как и других мест Бессарабии, были портняжный промысел и торговля. Позднее среди них появились свои врачи, учителя, инженеры.

## Факты
- «Небесным покровителем» Бендер является русский православный святой Сергий Радонежский. Об этом заявил епископ Дубоссарский Юстиниан, поскольку первое официально признанное письменное свидетельство о Бендерах — 8 октября, в день памяти святого[70].
- В Бендерах проходили съёмки нескольких советских художественных фильмов: «Бессмертный гарнизон», «Не имей 100 рублей…» (снимался в Бендерах и в Тирасполе), «Всё начинается с дороги», «Вам телеграмма» (снимался в Бендерах и в Тирасполе).[источник не указан 2855 дней]
- В городах трёх стран есть улицы, названные в честь Бендер: в Молдове — Кишинёв, Кэушень, Новые Анены (strada Tighina) (также в ПМР — Тирасполь); на Украине — Измаил (вулиця Бендерська); а также площадь (piazza Benderi) в городе Кавриаго, Италия.
- Несмотря на то, что в настоящее время город фактически находится в подчинении властям ПМР, в Бендерах расположено два пенитенциарных учреждения № 8[71] и № 12[72], а также румынский лицей имени Александру чел Бун[73], которые подчинены властям Республики Молдова.
- Уроженцами города Бендеры являются два великих визиря Османской Империи: Бендерли Мехмед Селим Сырры-паша и Бендерли Али Паша.
- Город Бендеры никак не связан с украинским политическим деятелем Степаном Бандерой.
- Фамилия Бендерский получила своё название от города Бендеры. Чаще всего такую фамилию получали уроженцы города еврейского происхождения.

## В литературе

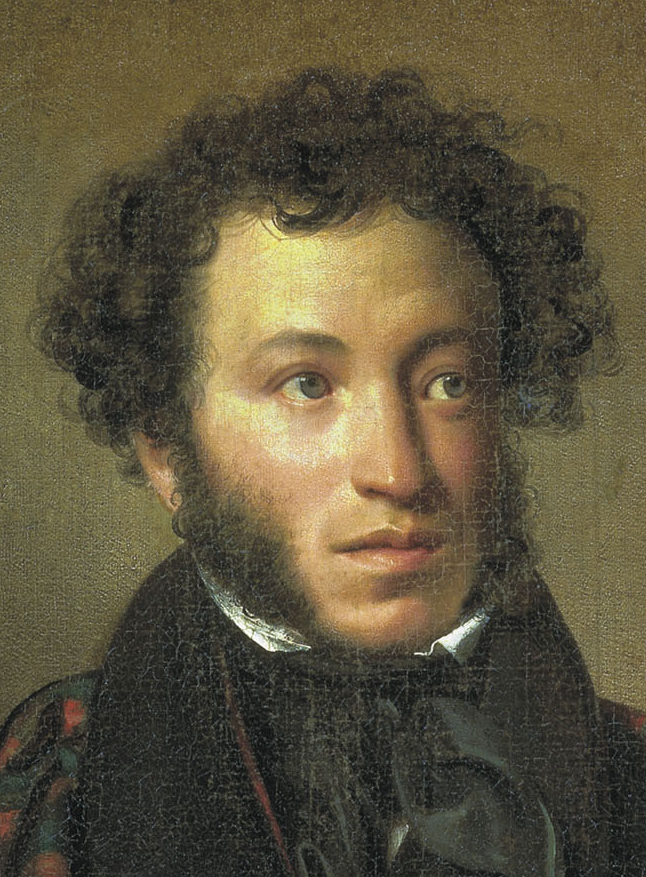
Александр Пушкин несколько раз посещал город Бендеры

- Александр Пушкин несколько раз посещал город Бендеры В поэме Пушкина «Полтава» упоминаются Бендеры. Сам Пушкин также бывал в городе.
- Согласно гипотезе московского литературоведа С. Машинского[74], идею «Мёртвых душ» Н. В. Гоголю  подал А. С. Пушкин, сам узнавший её во время кишинёвской ссылки. Пушкину якобы рассказали, о чём свидетельствует полковник Липранди[74], что в Бендерах никто не умирает. Дело в том, что начале XIX века в Бессарабию бежало достаточно много крестьян из центральных губерний Российской империи. Полиция обязана была выявлять беглецов, но часто безуспешно — они принимали имена умерших. В результате в Бендерах в течение нескольких лет не было зарегистрировано ни одной смерти. Началось официальное расследование, выявившее, что имена умерших отдавались беглым крестьянам, не имевшим документов[74]. Много лет спустя похожую историю Пушкин, творчески преобразовав, рассказал Гоголю.

Остап Бендер
- По одной из версий происхождения имени главного героя Ильфа и Петрова, авторы намеренно дали Бендеру «интернациональное» украинско- (Остап) еврейско- (Бендер) турецкое (Ибрагимович, -Сулейман, -Бей) имя, чтобы подчеркнуть универсальность, всеобщность его личности. В конце XIX — начале XX веков в космополитичной Одессе, где проживало значительное число евреев, их численность увеличилась, в том числе из-за бежавших туда от погромов — в частности, из местечка Бендеры.[источник не указан 5263 дня]

Возможность заимствования одесскими авторами фамилии главного героя от названия города Бендеры высказал приднестровский историк и журналист Виктор Худяков. По его мнению, на это указывает турецкое прошлое города, а также широко известная за пределами города самая главная его достопримечательность — турецкая крепость. Худяков также полагает, что финал романа «Золотой телёнок» подтверждает его версию, так как Остап не переходит границу СССР с Польшей либо Финляндией, не плывёт через море в сторону Стамбула, а выбирает для перехода Румынию, реку Днестр, возле Тирасполя — а на другом берегу, с бывшей тогда румынской стороны — Бендеры.

## Главы госадминистрацииБендер с 1995 года
| № | Глава госадминистрации          | Период руководства    | Период руководства    | Примечание                                                             |
| - | ------------------------------- | --------------------- | --------------------- | ---------------------------------------------------------------------- |
| 1 | Том Маркович Зенович            | 1995 год              | 30 октября 2001 года  |                                                                        |
| 2 | Александр Иванович Посудневский | 30 января 2002 года   | 11 января 2007 года   |                                                                        |
| 3 | Вячеслав Васильевич Когут       | 11 января 2007 года   | 30 декабря 2011 года  |                                                                        |
| 4 | Валерий Иванович Керничук       | 9 февраля 2012 года   | 15 ноября 2012 года   |                                                                        |
| 5 | Юрий Витальевич Гервазюк        | 15 ноября 2012 года   | 18 марта 2015 года    | До 24 января 2013 года был в должности исполняющего обязанности.       |
| — | Лада Владимировна Делибалт      | 20 марта 2015 года    | 7 апреля 2015 года    | Вр. и. о.                                                              |
| 6 | Николай Яковлевич Глига         | 7 апреля 2015 года    | 17 августа 2016 года  | До 3 июня 2015 года был в должности временно исполняющего обязанности. |
| — | Лада Владимировна Делибалт      | 17 августа 2016 года  | 16 сентября 2016 года | Вр. и. о.                                                              |
| 7 | Людмила Ивановна Чайковская     | 16 сентября 2016 года | 23 декабря 2016 года  |                                                                        |
| 8 | Иванченко Роман Дмитриевич      | 23 декабря 2016 года  |                       |                                                                        |

## Почётные граждане

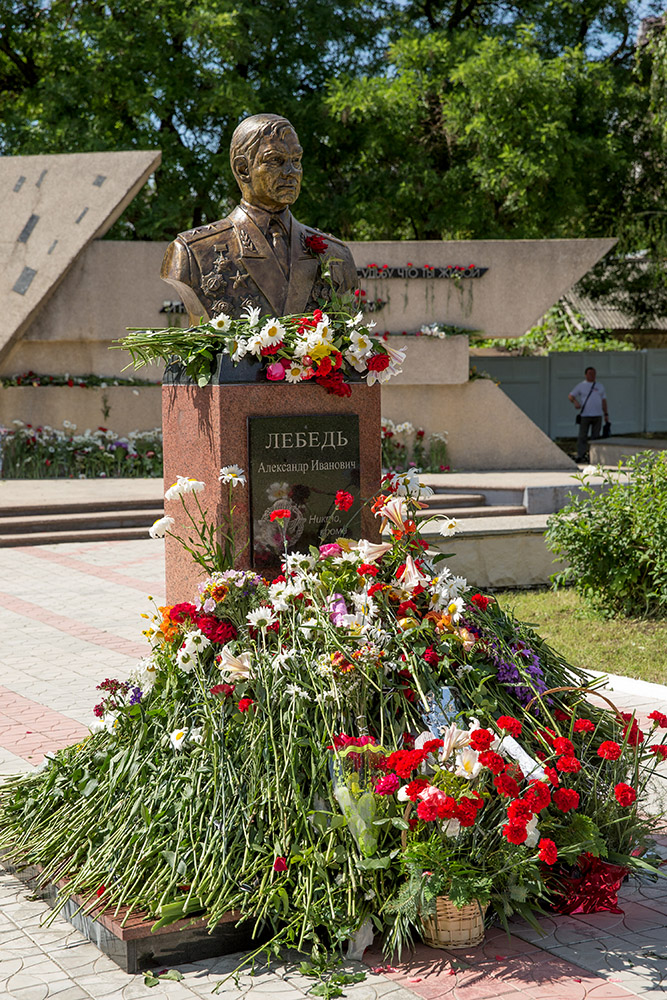
Памятник Александру Лебедю в Бендерах

Александр Стуарт

Алексей Харузин

- Алисимчик, Иосиф Иванович — участник освобождения города Бендеры от немецко-румынских захватчиков[92]
- Больбот, Павел Пантелеевич — полный Кавалер ордена славы[93]
- Змеу, Павел Георгиевич — Герой Социалистического труда[92]
- Исаев, Дмитрий Иванович — председатель Бендерского горисполкома (1946—1947)[92]
- Лебедь, Александр Иванович — российский политический деятель, генерал-лейтенант[94]
- Лидина, Ксения Ивановна — участница Бендерского вооружённого восстания[92]
- Литвиненко, Леонид Алексеевич — приднестровский поэт, Заслуженный учитель ПМР, Отличный работник культуры ПМР[94]
- Матвеенко, Дмитрий Дмитриевич — депутат Бендерского городского и Верховного совета МССР, Герой Социалистического труда[92]
- Меднек, Валентин Петрович — главный архитектор города Бендеры, заслуженный деятель искусств МССР[92]
- Пасиковский, Александр Игнатьевич — 1-й секретарь Бендерского горкома партии (1944—1947), депутат Верховного совета МССР[92]
- Полоз, Пётр Матвеевич — председатель Бендерского уезда (1945—1947) и горисполкома (1947—1952), депутат Верховных советов МССР и СССР[94]
- Санников, Михаил Васильевич — участник Ясско-Кишинёвской наступательной операции[94]
- Смирнова, Зинаида Ивановна — участница освобождения города Бендеры от немецко-румынских захватчиков[92]
- Стуарт, Александр Фёдорович — барон, гласный Бессарабского губернского земства, Председатель Бендерской земской управы[92]
- Фёдоров, Евгений Константинович — советский геофизик, государственный и общественный деятель, академик АН СССР, Герой Советского Союза[92]
- Харузин, Алексей Николаевич — генерал-губернатор Бессарабии (1904—1908), товарищ (заместитель) министра внутренних дел Российской империи[92]
- Холмогоров, Николай Александрович — участник Октябрьского вооружённого восстания в Москве и гражданской войны[92]

## Города-побратимы
- Бейра (Мозамбик)[95]
- / Дубоссары (Приднестровье/Молдова)[96] — подписан договор о намерениях
- Кавриаго (Италия)[95]
- Монтезильвано (Италия)[97] — подписан договор о намерениях
- / Очамчыра (Абхазия/Грузия) [98]
- Чадыр-Лунга (АТО Гагаузия, Молдова)[99]